# حركة الاستقلال الهندية
يشمل المصطلح حركة الاستقلال الهندية مجموعة كبيرة من المجالات مثل المنظمات السياسية والفلسفات والحركات ذات الهدف المشترك لإنهاء حكم الشركة (شركة الهند الشرقية)
ثم هيئة الإمبراطورية البريطانية، في مناطق من جنوب آسيا. شهدت حركة الاستقلال حملات وثورات وجهودًا قومية وإقليمية متنوعة، بعضها سلمية وبعضها على خلاف ذلك.
أدخل راموهان روي (Rammohan Roy) التعليم الحديث إلى الهند خلال الربع الأول من القرن التاسع عشر الميلادي. كان سوامي فيفي كاناندا (Swami Vivekananda) كبير المهندسين الذي خصص الثقافة الثرية للهند بتأثير عميق للغرب في أواخر القرن التاسع عشر الميلادي. تأثر العديد من القادة السياسيين للبلاد في القرن التاسع عشر والعشرين، من بينهم مهاتما غاندي ونيتاجي سوبهاس تشاندرا بوس (Netaji Subhas Chandra Bose)، بتعاليم سوامي فيفي كاناندا[بحاجة لمصدر].
ظهرت أولى الحركات المسلحة المنظمة في البنغال، ولكنهم بعد ذلك ظهروا على الساحة السياسية في شكل حركة التيار الرئيسي في المؤتمر الوطني الهندي (INC) التي تشكلت حديثًا في ذلك الوقت، بجانب الزعماء المعتدلين البارزين الذين لم ينشدوا إلا حقوقهم الأساسية للظهور لاستجوابات الخدمة المدنية الهندية والمزيد من الحقوق والاقتصاديات الطبيعية للمزارعين والفلاحين. شهد الجزء الأول من القرن العشرين منهجًا أكثر راديكالية تجاه الاستقلال السياسي الذي اقترحه القادة مثل لال بال بال (Lal Bal Pal) وأوربيندو غوش (Aurobindo Ghosh).

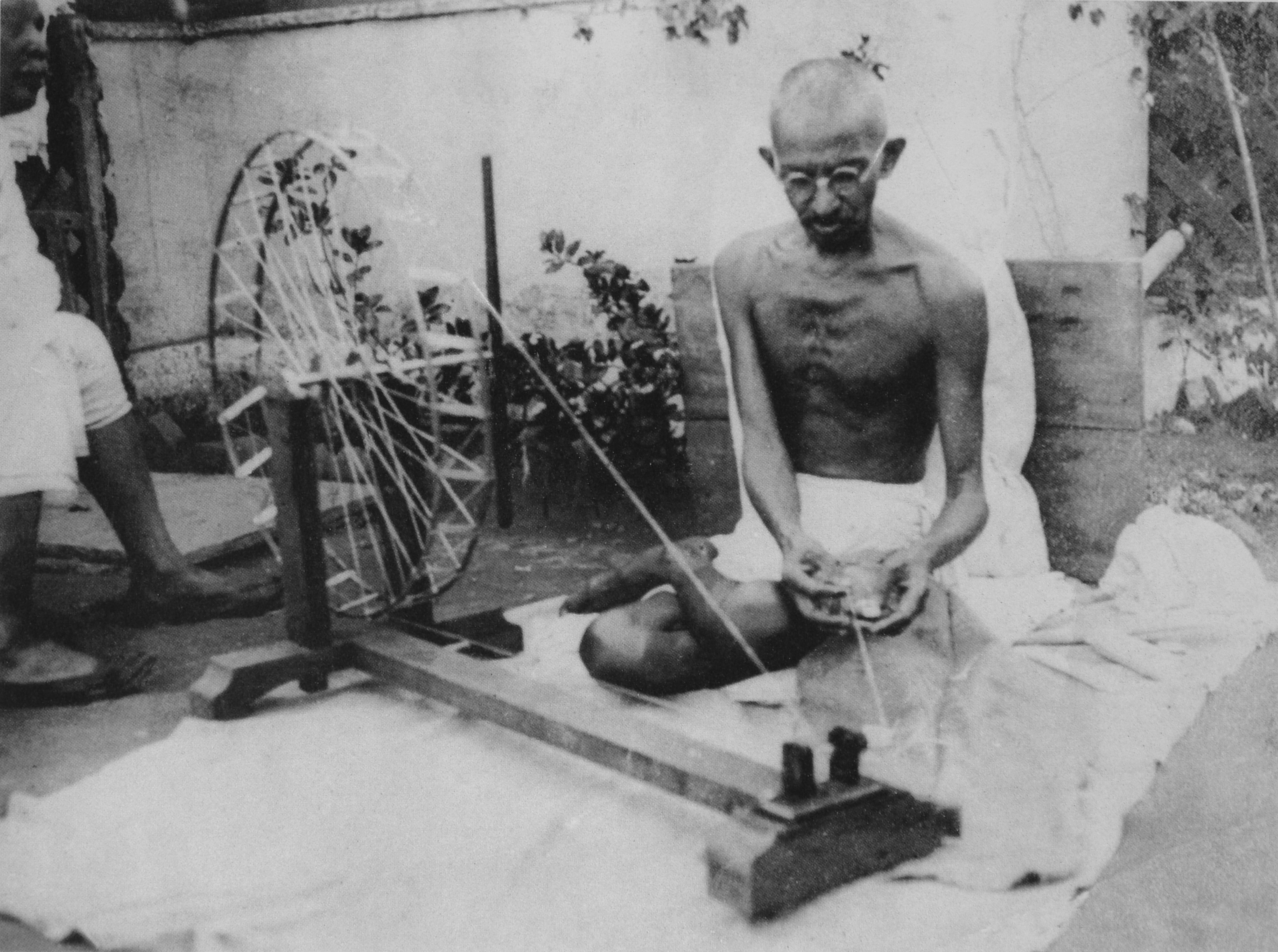
كان مهاتما غاندي (Mohandas Karamchand Gandhi) قائدًا هنديًا سياسيًا وأيديولوجيًا بارزًا في فترة حركة استقلال الهند.

شهدت المراحل الأخيرة من الصراع من أجل الحرية منذ مطلع فترة العشرينيات اعتماد الكونغرس لسياسة المهاتما غاندي السلمية والمقاومة المدنية والنضال الدستوري لـمحمد علي جناح (Muhammad Ali Jinnah) من أجل حقوق الأقليات في الهند، وحملات أخرى عديدة. ظهرت شخصيات أسطورية لاحقًا مثل نيتاجي سوبهاس تشاندرا بوس (Netaji Subhas Chandra Bose) نادت باتباع منهج النضال في الحركة، بينما أراد البعض الآخر مثل سوامي شاهاجاناد ساراسواتي (Swami Sahajanand Saraswati) الحرية السياسية والحرية الاقتصادية للفلاحين والطبقات الكادحة. استخدم الشعراء، ومن بينهم روبندروانت طاغور (Rabindranath Tagore) الأدب والشعر والخطب كوسيلة للوعي السياسي. شهدت فترة الحرب العالمية الثانية ذروة الحملات بقيادة الحركة الهندية المتحررة (التي قادها «مهاتما» غاندي) وحركة الجيش الوطني الهندي (INA) (التي قادها نيتاجي سوبهاس تشاندرا بوس (Netaji Subhas Chandra Bose)) وآخرون، مما أدى في نهاية المطاف إلى انسحاب البريطانيين.
وقد أدت الأعمال التي قامت بها الحركات المختلفة في النهاية إلى قانون الاستقلال الهندي عام 1947م، الذي كان سببًا في سيادة الهند وباكستان. ظلت الهند ذات سيادة على العرش حتى 26 من يناير 1950م، عندما دخل الدستور الهندي حيز السريان وتأسيس جمهورية الهند؛ وقد ظلت سيادة باكستان حتى عام 1956م.
كانت حركة الاستقلال الهندية حركة قوامها الشعب وشملت مختلف طوائف المجتمع. ومرت أيضًا بعملية من التطور الأيديولوجي المستمر. على الرغم من أن الأيديولوجية الأساسية للحركة كانت معادية للاستعمار، إلا أنها كانت مدعومة من منظور التنمية الاقتصادية الرأسمالية المستقلة التي اقترنت بالبنية السياسية العلمانية والديمقراطية والجمهورية والمدنية التحريرية. سلكت الحركة توجهًا اشتراكيًا قويًا بعد فترة الثلاثينيات، نتيجة لتزايد نفوذ عناصر الحزب اليساري في المؤتمر الوطني الهندي بجانب صعود الحزب الشيوعي الهندي وزيادة نموه. تكونت العصبة الإسلامية عام 1906م من جهة أخرى نتيجة لسياسات المؤتمر الوطني الهندي[بحاجة لمصدر]، لحماية حقوق المسلمين في شبه القارة الهندية من المؤتمر الوطني الهندي وكانت هي صوت المسلمين في الحكومة البريطانية.

## خلفية

### الاستعمار البريطاني المبكر للهند
كان وصول الأوروبيين إلى السواحل الهندية أول مرة متزامنًا مع وصول المستكشف البرتغالي فاسكو دا غاما في عام 1498 إلى ميناء كاليكوت، سعيًا إلى تجارة توابل رابحة. بعد أكثر من قرن بقليل، كان الهولنديون والإنجليزيون قد أسسوا مراكز تجارية في شبه القارة الهندية، بعد أن قام أول مركز تجاري إنجليزي في سورت في عام 1613. على مدار القرن السابع عشر وأوائل القرن الثامن عشر، تغلب البريطانيون على القوات البرتغالية والهولندية، لكنهم ظلوا في نزاع مع الفرنسيين الذي كانوا بحلول ذلك الوقت قد سعوا إلى ترسيخ أنفسهم في شبه القارة. ساعد اضمحلال سلطنة مغول الهند في النصف الأول من القرن الثامن عشر على أن تحصل بريطانيا على فرصة تأسيس دور راسخ لها في السياسات الهندية. بعد معركة بلاسي في عام 1757، التي تغلب الجيش الهندي التابع لشركة الهند الشرقية بقيادة روبرت كلايف على سراج الدولة (نائب البنغال)، فرضت الشركة لنفسها دورًا رئيسيًّا في الشؤون الهندية، وبعد ذلك بوقت قصير حصلت على حقوق حكومية خاصة بمناطق البنغال وبهار وجزئية مدينة مدنابور من ولاية أوديشا، عقب معركة بوكسار التي نشبت في عام 1764. بعد هزيمة السلطان تيبو، صار أغلب منطقة الهند الجنوبية إما تحت حكم الشركة المباشر، وإما تحت سلطانها السياسي غير المباشر، بوصفه ولاية أميرية في دولة متحالفة تابعة. بعد ذلك استحوذت الشركة على حكم مناطق كانت تحت سلطان إمبراطورية ماراثا، بعد التغلب عليها في سلسلة من المعارك. ضُمت منطقة بنجاب في عام 1849، بعد التغلب على جيوش السيخ في الحرب الإنجليزية السيخية الأولى في 1845–1846 والحرب الإنجليزية السيخية الثانية في 1848–1849.
صارت اللغة الإنجليزية لغة التدريس في المدارس الهندية بدءًا من عام 1835، وزاد سخط كثير من الهنود من الحكم البريطاني. حاول الإنجليزيون فرض المعايير الغربية الخاصة بالتعليم والثقافة على عوامّ الهنود، إذ كانوا مؤمنين بتفوق ثقافة الغرب وتنويره في القرن الثامن عشر. أدى هذا إلى ظهور السياسة الماكولية في الهند.

## التمردات المبكرة
كان بولي ثيفان أحد معارضي الحكم البريطاني في الهند. كان في نزاع مع نائب أركوت الذي كان يدعمه البريطانيون. من مآثره البارزة: صراعه ضد ماروثاناياغام، الذي ثار بعد ذلك على البريطانيين في أواخر خمسينيات القرن الثامن عشر وأوائل ستينياته. كان نلكاتومسيفال –الذي هو حاليًّا ضاحية تيرونلفلي الموجودة في ولاية تاميلي نادو في الهند– المقر الرئيس لبولي ثيفان.
كان سيد مير نزار علي تيتومير خطيبًا إسلاميًّا قاد القرويين في انتفاضتهم ضد الزامنداريين الهندوسيين الموالين للهند البريطانية في القرن التاسع عشر. أنشأ بمساندة أتباعه حصنًا من الخيزران (باللغة البنغالية: Bansher Kella) في قرية ناركلبيريا، وقد اندمج هذا الحصن في الأساطير البنغالية الشعبية. بعد أن اجتاح الجنود البريطانيون الحصن، مات تيتومير من جراحه في يوم 19 نوفمبر من عام 1831.
أعتى مقاومة واجهتها الشركة كانت من مملكة ميسور. كانت الحروب الإنجليزية الميسورية سلسلة من المعارك التي نشبت في آخر ثلاثة عقود من القرن الثامن عشر، بين مملكة ميسور من ناحية، وشركة الهند الشرقية البريطانية (التي كانت تمثلها عمومًا رئاسة مدراس) واتحاد ماراثا وسلالة نظام الملك من الناحية الأخرى. خاض حيدر علي وخليفته السلطان تيبو حربًا على 4 جبهات، إذ هاجم البريطانيون من الغرب والجنوب والشرق، في حين هاجمت قوات ماراثا ونظام الملك من الشمال. أدت الحرب الرابعة إلى الإطاحة بآل حيدر علي وتيبو (الذي قُتل في الحرب الأخيرة في عام 1799)، وإلى انحلال ميسور لصالح شركة الهند الشرقية، التي انتصرت وصار في قبضتها كثير من المناطق الهندية.
في عام 1766 نقلت سلالة نظام الملك مِلكية شمال سركارز إلى قبضة السلطات البريطانية. كان الملك المستقل جغناثا غاجاباتي نارايان ديو الثاني (ملك ولاية بارالخموندي، التي كانت قائمة في المنطقة التي هي الآن مدينة أوديشا، وفي الجزء الشمالي من التقسيم السياسي حينئذ) لا ينفك يثور على السكان الفرنسيين منذ عام 1753، بعدما سلمهم النظام قبل ذلك ممتلكاته على أسس مماثلة. تقاتل نارايان ديو الثاني مع البريطانيين في حصن جلمور في يوم 4 إبريل من عام 1768، وانهزم من جراء تفوق الأسلحة التي كانت مع البريطانيين. وقد فر بعد ذلك إلى مناطق قَبلية نائية كانت ضمن ممتلكاته، وواصل جهوده في مقاومة السلطات البريطانية، إلى أن مات ميتة طبيعية في الخامس من شهر ديسمبر من عام 1771.
اعتبر فيرابانديا كاتابومان أحد المتمردين الذين كان في القرن الثامن عشر بوليغار وزعيم من بانكالاركوريشي في ولاية تاميل نادو، البوليغار الذي شن الحرب ضد شركة الهند الشرقية. تم القبض عليه من قبل البريطانيين وشنق في عام 1799 م.  رفض كتّابومان قبول سيادة شركة الهند الشرقية وحاربهم. كان دهيران تشينامالاي زعيمًا للكونغو نادو وبالايكارار من تاميل نادو الذي قاتل ضد شركة الهند الشرقية.  بعد كاتابومان وتيبو سلطان، سعى تشينامالاي مساعدة من ماراثاس وماروثو بانديار لمهاجمة البريطانيين في كويمباتور في عام 1800. تمكنت القوات البريطانية من إيقاف جيوش الحلفاء، وبالتالي اضطر تشينامالاي لمهاجمة كويمباتور بمفرده. هزم جيشه وهرب من القوات البريطانية. انخرط تشينامالاي في حرب عصابات وهزم البريطانيين في معارك في كوفري عام 1801 وأودانيلاي عام 1802 وأراشالور عام 1804.

### بايكا بدروها
في سبتمبر 1804، ملك خوردها، كالينجا حرم من الحقوق التقليدية للجاغاناث والذي شكل صدمة خطيرة للملك وشعب أوديشا. وبالتالي، في أكتوبر 1804، هاجمت مجموعة مسلحة من بايكس البريطانيين في بيبيلي. أثار هذا الحدث انزعاج القوة البريطانية. طلب جاي راجورو، قائد جيش كالينجا، من جميع ملوك الولاية أن يتكاتفوا من أجل قضية مشتركة ضد البريطانيين.  قُتل راجورو في 6 ديسمبر 1806.  بعد وفاة راجورو، قاد باكشي جاجاباندو تمردًا مسلحًا ضد حكم شركة الهند الشرقية في أوديشا والذي يُعرف باسمتمرد بايك، أول تمرد ضد شركة الهند الشرقية البريطانية.

### تمرد 1857

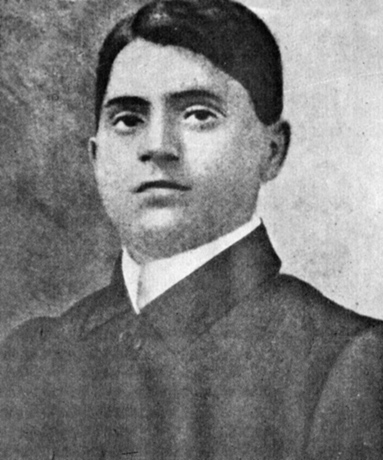
باغا جاتان من أوائل المناضلين لحركة استقلال الهند

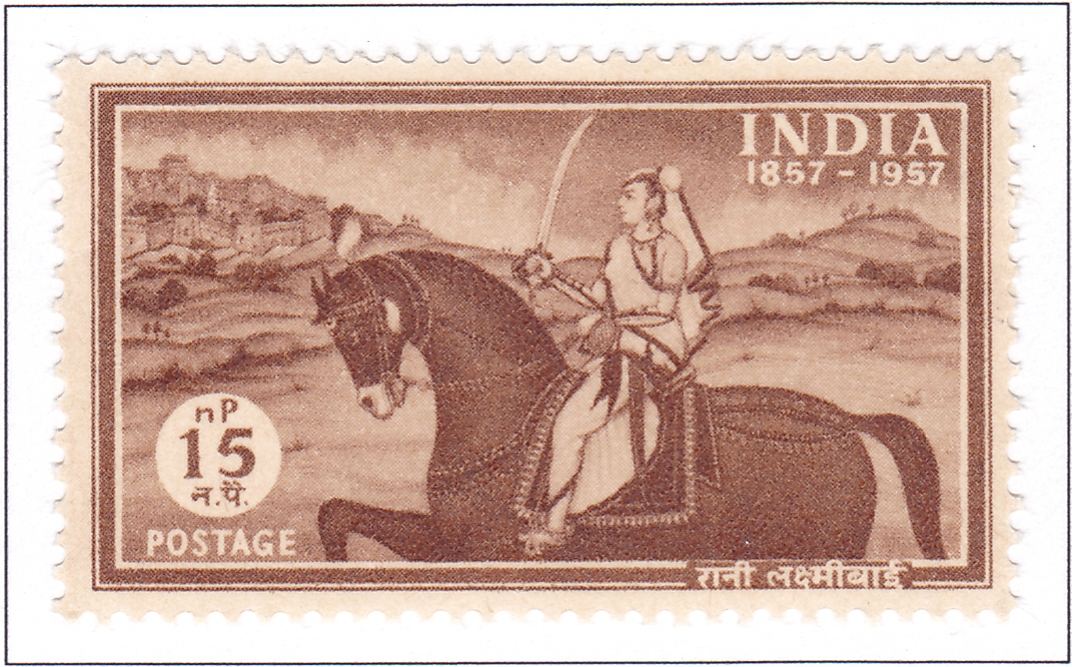
طابع أصدر عام 1957 يظهر عليه راني لاكشميباي

كان التمرد الهندي عام 1857 تمردًا واسع النطاق في شمال ووسط الهند ضد حكم شركة الهند الشرقية البريطانية. تم قمعها وسيطرت الحكومة البريطانية على الشركة. أصبحت شروط الخدمة في جيش الشركة ومعسكراتها تتعارض بشكل متزايد مع المعتقدات الدينية والأحكام المسبقة للسبوي.  هيمنة أعضاء من الطبقات العليا في الجيش، وفقدان محسوس للطائفة بسبب السفر إلى الخارج، وشائعات عن خطط سرية للحكومة لتحويلهم إلى المسيحية أدت إلى استياء عميق بين السيبيين. كما أصيب السيبويون بخيبة أمل بسبب رواتبهم المنخفضة والتمييز العنصري الذي يمارسه الضباط البريطانيون في مسائل الترقية والامتيازات.  كانت لامبالاة البريطانيين تجاه الحكام الهنود الأصليين مثل المغول والبيشوا السابقين وضم العود من العوامل السياسية التي أثارت الانشقاق بين الهنود. والمركيز من دالهوزي السياسة الصورة الضم، وعقيدة مرور (أو الإستيراث) المطبق من قبل البريطانيين، وإزالة المتوقعة من أحفاد المغول العظمى من القصر آبائهم وأجدادهم في القلعة الحمراء إلى قطب مينار مجمع (بالقرب من دلهي) كما أغضب بعض الناس.
تم توفير الشرارة النهائية من خلال الشائعات عن استخدام الشحم (من الأبقار) وشحم الخنزير (دهن الخنزير) في خراطيش بندقية إنفيلد طراز 1853 التي تم تقديمها حديثًا. كان على الجنود أن يعضوا الخراطيش بأسنانهم قبل تحميلها في بنادقهم، وكان وجود دهن البقر والخنازير المزعوم مسيئًا دينيًا لكل من الجنود الهندوس والمسلمين.
مانجال باندي، جندي هندي لعب دورًا رئيسيًا في الأحداث التي سبقت مباشرة اندلاع التمرد الهندي عام 1857. كان جنديًا سيبوي (مشاة) في فوج المشاة البنغال الأصليين الرابع والثلاثين (BNI) التابع لشركة الهند الشرقية البريطانية. أدى تحديه لرؤسائه البريطانيين وإعدامه لاحقًا إلى إشعال النار في تمرد هندي عام 1857.
في 10 مايو 1857، اندلعت رتب الجنود السيبوي في ميروت وانقلبوا على قادتهم، وقتلوا بعضهم. وصلوا إلى دلهي في 11 مايو، وأشعلوا النار في منزل الشركة، وساروا إلى القلعة الحمراء، حيث طلبوا من إمبراطور المغول، بهادور شاه الثاني، أن يصبح زعيمهم ويستعيد عرشه. كان الإمبراطور مترددًا في البداية، لكنه وافق في النهاية وأعلنه المتمردون شاه الهند.  قتل المتمردون أيضًا الكثير من السكان الأوروبيين والأوراسيين والمسيحيين في المدينة.
اندلعت الثورات في أجزاء أخرى من العود والمقاطعات الشمالية الغربية أيضا، حيث التمرد المدني يتبع التمرد، مما يؤدي إلى انتفاضات شعبية.  تم القبض على البريطانيين في البداية على حين غرة وبالتالي كانوا بطيئين في الرد، لكن في النهاية ردوا بقوة. أدى عدم وجود تنظيم فعال بين المتمردين، إلى جانب التفوق العسكري للبريطانيين، إلى إنهاء سريع للتمرد.  فلقد حارب جيش البريطانيون الجيش الرئيسي للمتمردين بالقرب من دلهي، وبعد قتال طويل وحصار، هزمهم واستعادوا المدينة في 20 سبتمبر 1857.  بعد ذلك، تم سحق الثورات في مراكز أخرى أيضًا. خاضت آخر معركة كبيرة فيجواليور في 17 يونيو 1858، قتل خلاله راني لاكشميباي. استمر القتال المتقطع وحرب العصابات بقيادة تاتيا توب حتى ربيع عام 1859، ولكن تم إخضاع معظم المتمردين في النهاية.
كان التمرد الهندي عام 1857 نقطة تحول رئيسية في تاريخ الهند الحديثة. وأثناء التأكيد على القوة العسكرية والسياسية للبريطانيين،  أدى ذلك إلى تغيير كبير في كيفية سيطرة البريطانيين على الهند. بموجب قانون حكومة الهند لعام 1858، حُرمت الشركة من مشاركتها في حكم الهند، حيث تم نقل أراضيها إلى السلطة المباشرة للحكومة البريطانية.  في ذروة النظام الجديد كان وزيرًا في مجلس الوزراء، وزير الدولة للهند، الذي كان من المقرر أن يتم تقديم المشورة له رسميًا من قبل مجلس تشريعي.  و الحاكم العام للهند كان (نائب الملك) مسؤولاً أمامه، بينما كان بدوره مسؤولاً أمام الحكومة. في إعلان ملكي صدر لشعب الهند، وعدت الملكة فيكتوريا بفرص متساوية للخدمة العامة بموجب القانون البريطاني، وتعهدت أيضًا باحترام حقوق الأمراء الأصليين.  أوقف البريطانيون سياسة الاستيلاء على الأراضي من الأمراء، وأصدروا التسامح الديني وبدأوا في قبول الهنود في الخدمة المدنية (وإن كان ذلك في الأساس مرؤوسين). ومع ذلك، فقد قاموا أيضًا بزيادة عدد الجنود البريطانيين مقارنة بالهنود الأصليين، وسمحوا للجنود البريطانيين فقط بالتعامل مع المدفعية. تم نفي بهادر شاه إلى رانغون، بورما، حيث توفي عام 1862.
في عام 1876، في خطوة مثيرة للجدل، أصدر رئيس الوزراء بنيامين دزرائيلي تشريعا لمنح الملكة فيكتوريا لقبًا إضافيًا لإمبراطورة الهند. اعترض الليبراليون في بريطانيا على أن العنوان كان أجنبيًا عن التقاليد البريطانية.

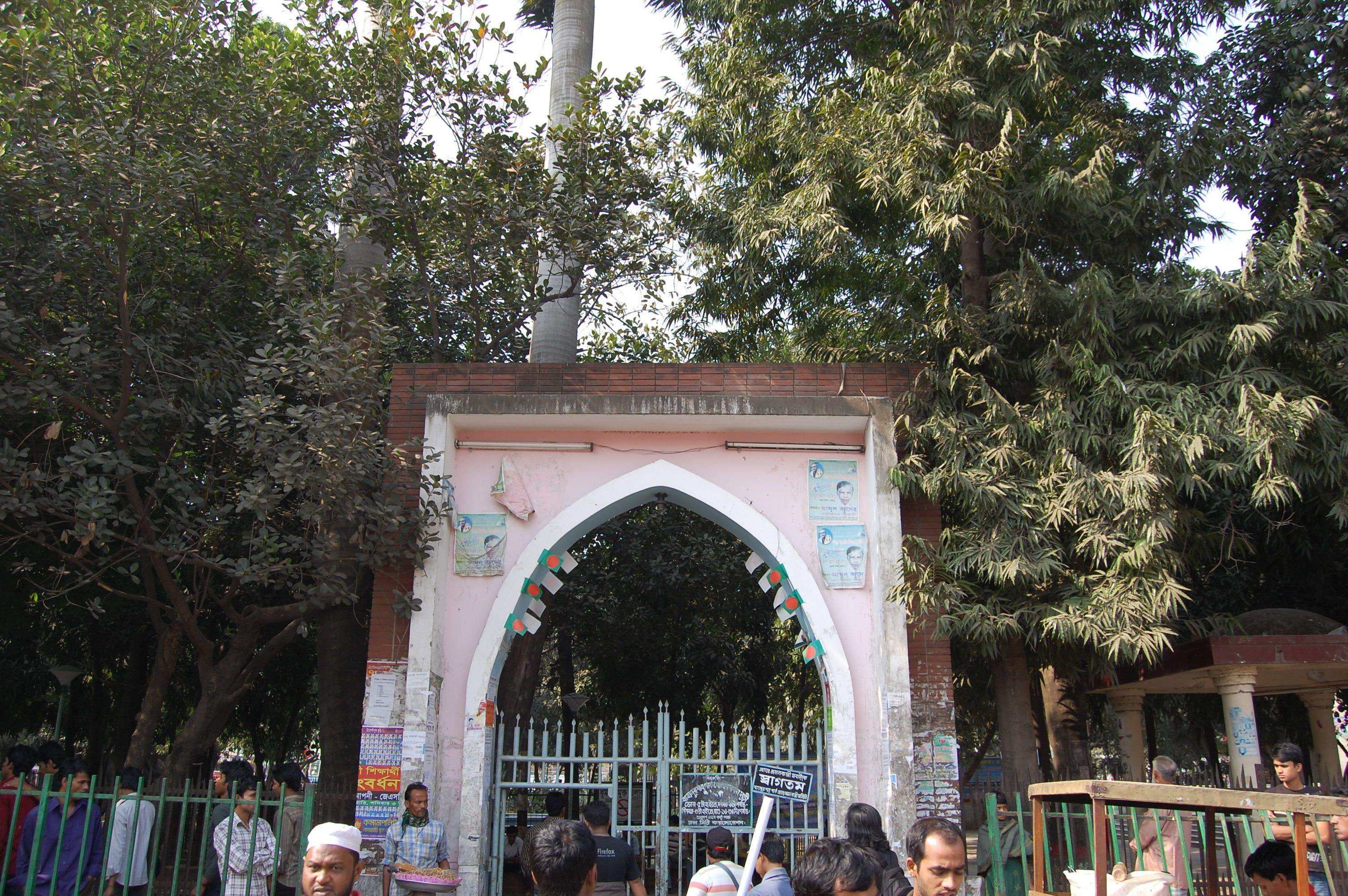
مدخل حديقة بهادر شاه في دكا بنغلاديش

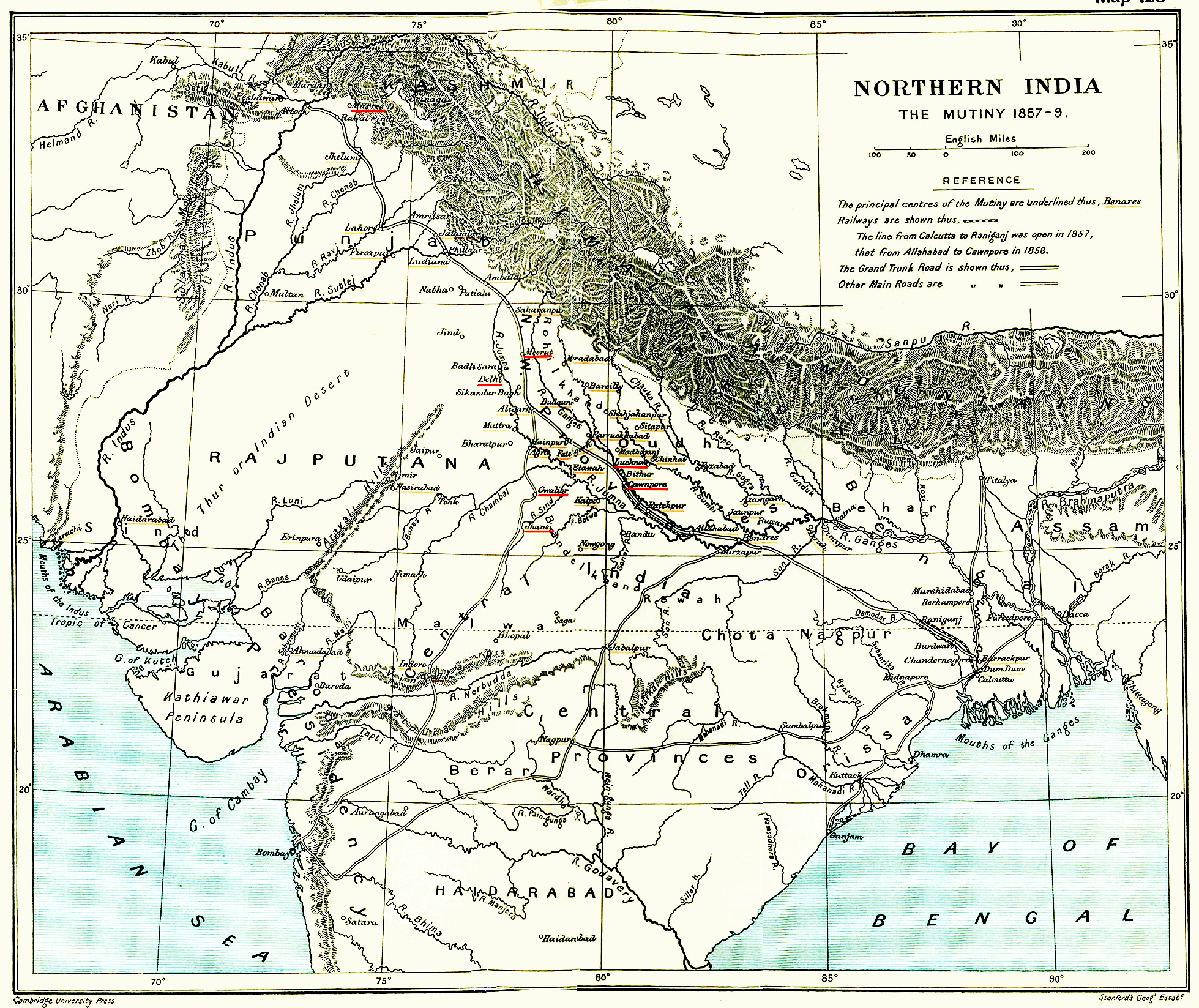
خريطة تظهر التمرد الهندي عام 1857

## ظهور الحركات المنظّمة
كانت العقود التي أعقبت التمرد فترة من الوعي السياسي المتزايد، وظهور للرأي العام الهندي وظهور القيادة الهندية على المستويين الوطني والإقليمي. شكّل داداباي ناوروجي جمعية الهند الشرقية في عام 1867 وأسس سوريندراناث بانيرجي الجمعية الوطنية الهندية في عام 1876. اجتمع اثنان وسبعون مندوبًا هنديًا في بومباي عام 1885 وألفوا الكونغرس الوطني الهندي مستوحى من اقتراح قدمه هومي الموظف المدني الإسكتلندي المتقاعد.  كانوا في الغالب أعضاء في النخب الإقليمية المتنقّلة والناجحة المثقفة في الغرب، ويعملون في مهن مثل القانون والتدريس والصحافة. في بدايته، لم يكن للكونغرس أيديولوجية محددة جيدًا ولم يكن لديه سوى القليل من الموارد الضرورية لتنظيم سياسي. بدلاً من ذلك، عملت كمجتمع نقاش اجتمع سنويًا للتعبير عن ولائه للراج البريطاني وأصدر العديد من القرارات حول القضايا الأقل إثارة للجدل مثل الحقوق المدنية أو الفرص في الحكومة (خاصة في الخدمة المدنية). تم تقديم هذه القرارات إلى حكومة نائب الملك وأحيانًا إلى البرلمان البريطاني، لكن المكاسب المبكرة للكونغرس كانت طفيفة. "على الرغم من ادعائه تمثيل الهند بأكملها، فقد أعرب الكونغرس عن مصالح النخب الحضرية ؛  ظل عدد المشاركين من الخلفيات الاجتماعية والاقتصادية الأخرى ضئيلًا. ومع ذلك، لا تزال هذه الفترة من التاريخ حاسمة لأنها مثلت أول تعبئة سياسية للهنود، قادمة من جميع أنحاء شبه القارة الهندية وأول صياغة لفكرة الهند كدولة واحدة، بدلاً من مجموعة من الدول الأميرية المستقلة.
أصبح تأثير الجماعات الاجتماعية والدينية مثل آريا ساماج، الذي بدأه سوامي داياناند ساراسواتي، وبراهمو ساماج، الذي أسسه راجا رام موهان روي وآخرين، واضحًا في الإصلاحات الرائدة في المجتمع الهندي. عمل رجال مثل سوامي فيفكاناندا ورامكريشنا وسري اروبيندو وبيلاي وسوبرامانيا بهاراثي وبانكيم شاندرا ورابندارنات طاغور ودادابهاي ناوروجي، بالإضافة إلى نساء مثل الأخت الأسكتلندية الأيرلندية نيفيديتا وقد تم نشر شغف التجديد والحرية. كما أدى إعادة اكتشاف تاريخ الهند الأصلي من قبل العديد من الباحثين الأوروبيين والهنود إلى ظهور القومية بين الهنود.

## صعود القومية الهندية

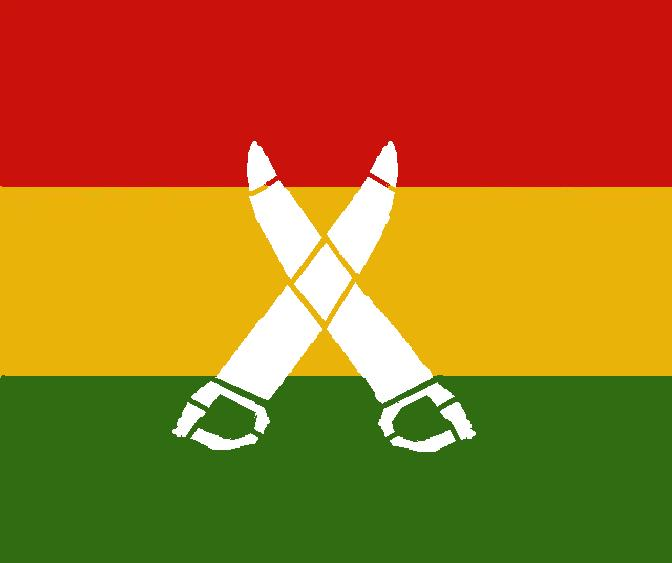
علم حزب غدار

بحلول عام 1900، على الرغم من أن المؤتمر قد ظهر كمنظمة سياسية لعموم الهند، إلا أنه لم يحظ بدعم معظم المسلمين الهنود.  بسبب هجمات المصلحين الهندوس ضد التحول الديني مثل: ذبح بقرة، والحفاظ على الأحرف العربية داخل الأردية في النصوص. تعمقت مخاوفهم من وضع الأقليات والحرمان من الحقوق إذا كان الكونغرس وحده لتمثيل شعب الهند. عندها أطلق السير سيد أحمد خان حركة لتجديد المسلمين توجت في عام 1875 بتأسيس كلية محمدان الأنجلو الشرقية في عليكرة، أوتار براديش (أعيدت تسميتها جامعة عليكرة الإسلامية في عام 1920). كان هدفها تثقيف الطلاب من خلال التأكيد على توافق الإسلام مع المعرفة الغربية الحديثة. غير أن التنوع بين مسلمي الهند جعل من المستحيل تحقيق تجديد ثقافي وفكري موحد.
أدت المشاعر القومية بين أعضاء الكونجرس إلى تمثيل الحركة في الهيئات الحكومية، ليكون لها رأي في التشريع والإدارة في الهند. اعتبر أعضاء الكونجرس أنفسهم موالين، لكنهم أرادوا دورًا نشطًا في حكم بلدهم، وإن كان ذلك جزءًا من الإمبراطورية. تجسد هذا الاتجاه من قبل داداباي ناوروجي، الذي ذهب إلى حد التنافس بنجاح في انتخابات مجلس العموم في المملكة المتحدة، ليصبح أول عضو هندي.
كان بال غانغادهار تيلاك أول قومي هندي يعتنق السورج باعتباره مصير الأمة.  عارض تيلاك بشدة نظام التعليم البريطاني الذي كان يتجاهل ويشوه ثقافة الهند وتاريخها وقيمها. استاء من حرمان القوميين من حرية التعبير، وعدم وجود أي صوت أو دور للهنود العاديين في شؤون أمتهم. لهذه الأسباب، اعتبر سواراج هو الحل الطبيعي والوحيد. أصبحت جملته الشعبية «سواراج هي حقي المكتبي، وسوف أحصل عليه» مصدر إلهام للهنود.
في عام 1907، انقسم الكونجرس إلى فصيلين: الراديكاليين، بقيادة تيلاك، دافعوا عن التحريض المدني والثورة المباشرة للإطاحة بالإمبراطورية البريطانية والتخلي عن كل ما هو بريطاني. والمعتدلين، من قبل قادة مثل دادابهاي ناوروجي وأدت غوبال كريشنا غوخالي، من ناحية أخرى، أراد الإصلاح في إطار من الحكم البريطاني. وأيد تيلاك بسبب ارتفاع قادة العامة مثل بيبين شاندرا بال والا اجبات راي، الذي شغل نفس وجهة النظر. تحتهم، ولايات الهند الثلاث الكبرى - ماهاراشترا والبنغال والبنجابشكل مطلب الشعب وقومية الهند. وانتقد جوخال تيلاك لتشجيعه أعمال العنف والفوضى. لكن مؤتمر 1906 لم يكن له عضوية عامة، وبالتالي اضطر تيلاك وأنصاره إلى ترك الحزب.

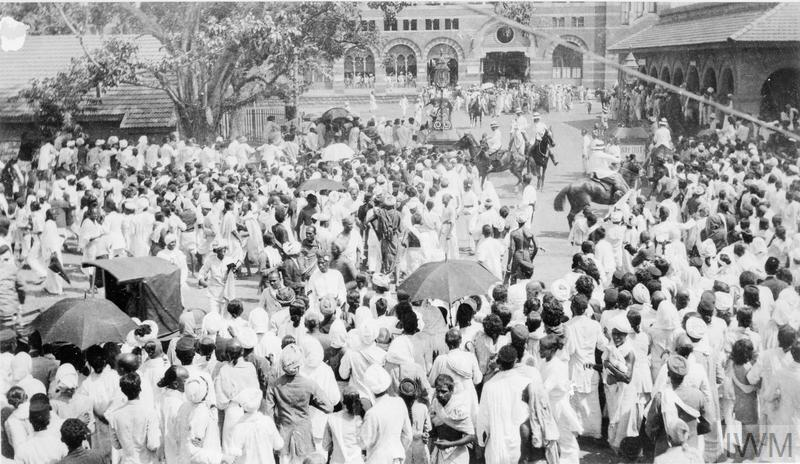
غاندهار تيلاك في مادراس 1917

لكن مع اعتقال تيلاك، تلاشت كل الآمال بشن هجوم هندي. فقد المؤتمر الوطني الهندي مصداقيته مع الشعب. التقى مندوب مسلم مع نائب الملك، مينتو (1905-10)، طالبًا تنازلات من الإصلاحات الدستورية الوشيكة، بما في ذلك الاعتبارات الخاصة في الخدمة الحكومية والناخبين. اعترف البريطانيون ببعض التماسات الرابطة الإسلامية عن طريق زيادة عدد المناصب الانتخابية المخصصة للمسلمين في قانون المجالس الهندية لعام 1909. أصرت الرابطة الإسلامية على انفصالها عن الكونجرس الذي يهيمن عليه الهندوس، كصوت «أمة داخل أمة».

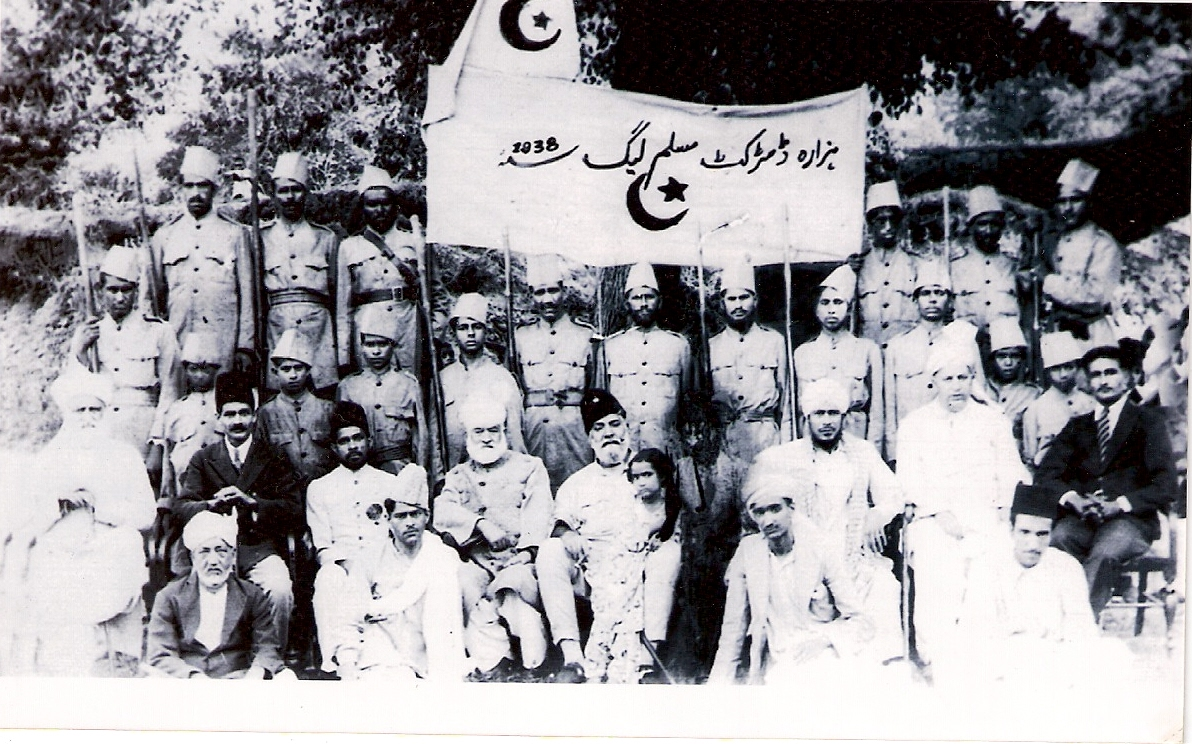
الرابطة الإسلامية بعد انشائها وقد انفصلت عن الكونغرس الذي يهيمن عليه الهندوس

تأسس حزب الغدار في الخارج عام 1913 للنضال من أجل استقلال الهند مع أعضاء قادمين من الولايات المتحدة وكندا، بالإضافة إلى شنغهاي وهونغ كونغ وسنغافورة.  أعضاء الحزب يهدفون إلى وحدة الهندوس والسيخ والمسلمين ضد البريطانيين.
في الهند الإستعمارية، ومؤتمر عموم الهند للمسيحيين الهندي، لعبت (AICIC)، التي تأسست في عام 1914 دورا هاما في حركة استقلال الهند، والدعوة لسواراج ومعارضة تقسيم الهند.  كما عارضت AICIC فصل الناخبين للمسيحيين، معتقدة أن المؤمنين "يجب أن يشاركوا كمواطنين عاديين في نظام سياسي وطني واحد مشترك".  شكل مؤتمر عموم الهند للمسيحيين الهنود والاتحاد الكاثوليكي لعموم الهند لجنة عمل مع إم. راهناسامي من جامعة أندرا كرئيس وبي إل راليا رام من لاهور حيث شغل منصب الأمين العام ؛ في اجتماعها في 16 أبريل 1947 و 17 أبريل 1947، أعدت اللجنة المشتركة مذكرة من 13 نقطة تم إرسالها إلى الجمعية التأسيسية للهند، والتي طالبت بالحرية الدينية لكل من المنظمات والأفراد ؛ جاء هذا لينعكس في دستور الهند.
أصبحت حركة الاعتدال في الهند متماشية مع القومية الهندية تحت إشراف المهاتما غاندي، الذي رأى الكحول على أنه استيراد أجنبي لثقافة شبه القارة الهندية.

## تقسيم البنغال عام 1905

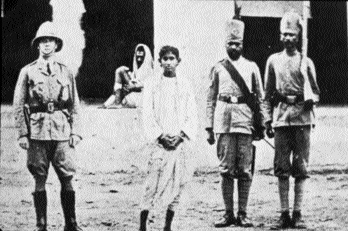
الثائر خوديرام بوس أحد أصغر الثوار البنغال في أيدي الحرس قبل حوالي السنة من إعدامه.

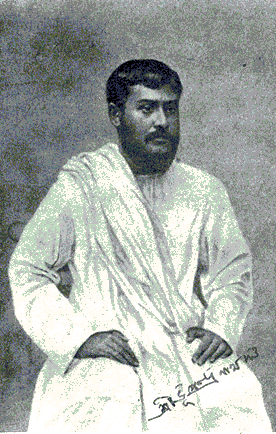
بهوبيندراناث داتا أحد الثوار الذين كانوا على علم بالمؤامرة الهندية-الألمانية

في يوليو 1905، أمر اللورد كرزون، نائب الملك والحاكم العام (1899-1905)، بتقسيم مقاطعة البنغال من أجل تحسين الكفاءة الإدارية في المنطقة الضخمة والمكتظة بالسكان.  ومع ذلك، شعر زعماء الهند وشعبها أنها كانت محاولة من الحكومة البريطانية لإضعاف الفكرة المتنامية للقومية وكسر الوحدة بين الهندوس والمسلمين. مارس المثقفون البنغاليون الهندوس تأثيرًا كبيرًا على السياسة المحلية والوطنية. أثار التقسيم غضب البنغاليين. لم يقتصر الأمر على فشل الحكومة في استشارة الرأي العام الهندي، بل بدا أن هذا الإجراء يعكس التصميم البريطاني على «فرق تسد». تلا ذلك تحريض واسع النطاق في الشوارع وفي الصحافة، ودعا الكونغرس إلى مقاطعة المنتجات البريطانية تحت راية سواديشي، أو الصناعات المحلية. ظهرت حركة متنامية تركز على الصناعات الهندية الأصلية، والتمويل، والتعليم، والتي شهدت تأسيس المجلس الوطني للتعليم، وولادة المؤسسات المالية والبنوك الهندية، فضلاً عن الاهتمام بالثقافة الهندية والإنجازات في العلوم والأدب. أظهر الهندوس الوحدة من خلال ربط راخي على معصمي بعضهم البعض ومراقبة أراندان (عدم طهي أي طعام). خلال هذا الوقت، قام القوميون الهندوس البنغاليون مثل سري اروبيندو وداتا وشاندرا بال الذي بدأ بكتابة مقالات صحفية قاسية تتحدى شرعية الحكم البريطاني في الهند في منشورات مثل جوغانتار وساندهيا، ووجهت لهم تهمة إثارة الفتنة.
أدى التقسيم أيضًا إلى زيادة النشاط من الحركة الثورية القومية المتشددة التي كانت آنذاك لا تزال ناشئة، والتي كانت تكتسب قوة بشكل خاص في البنغال ومهاراشترا منذ العقد الأخير من القرن التاسع عشر. في البنغال، نظم أنوشيلان ساميتي، بقيادة الأخوين أوروبيندو وبارين غوش، عددًا من الهجمات لرؤساء صوريين من الراج، بلغت ذروتها في محاولة اغتيال قاض بريطاني في مظفربور. عجل هذا بقضية قنبلة اليبور، في حين قتل عدد من الثوار أو أسروا ومحاكمتهم. أصبح الثوار مثل خودرام بوس، برافولا تشاكي، كانيلال دوت الذين قُتلوا أو شنقوا أسماء مألوفة.

وقتها كتبت صحيفة «الإمبراطورية» البريطانية: 
تم إعدام خوديرام بوس صباح اليوم... وزعم أنه صعد على السقالة وجسده منتصب. كان مبتهجا ومبتسما.

### جوجنتار

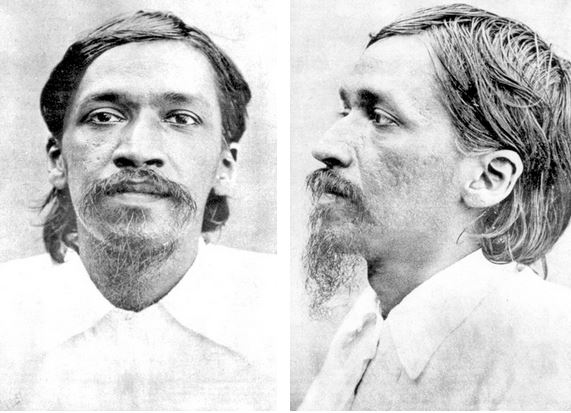
صورة لأروبيندو غوز أحد المشاركين في الحركات الثورية في البنغال داخل سجنه.

تم إرسال بعض كبار أعضاء المجموعة إلى الخارج للتدريب السياسي والعسكري. تلقى واحد منهم، هيمشاندرا كانونجو تدريبه في باريس. بعد عودته إلى كولكاتا، أنشأ مدرسة دينية مشتركة ومصنعًا للقنابل في منزل حديقة في ضاحية مانيكتالا في كلكتا. ومع ذلك، فإن الشروع في القتل من حي القاضي كينغسفورد من مظفربور التي كتبها خديرام بوزي وبرافولا تشاكي، ادت إلى بدء تحقيقات الشرطة في 30 أبريل 1908 التي أدت إلى إلقاء القبض على العديد من الثوار.
كان باغا جاتين أحد كبار القادة في جوجانتار. تم القبض عليه، مع العديد من القادة الآخرين، فيما يتعلق بقضية مؤامرة حوراء - سيبور. وقد حوكما بتهمة الخيانة، بتهمة تحريض مختلف أفواج الجيش ضد الحاكم.

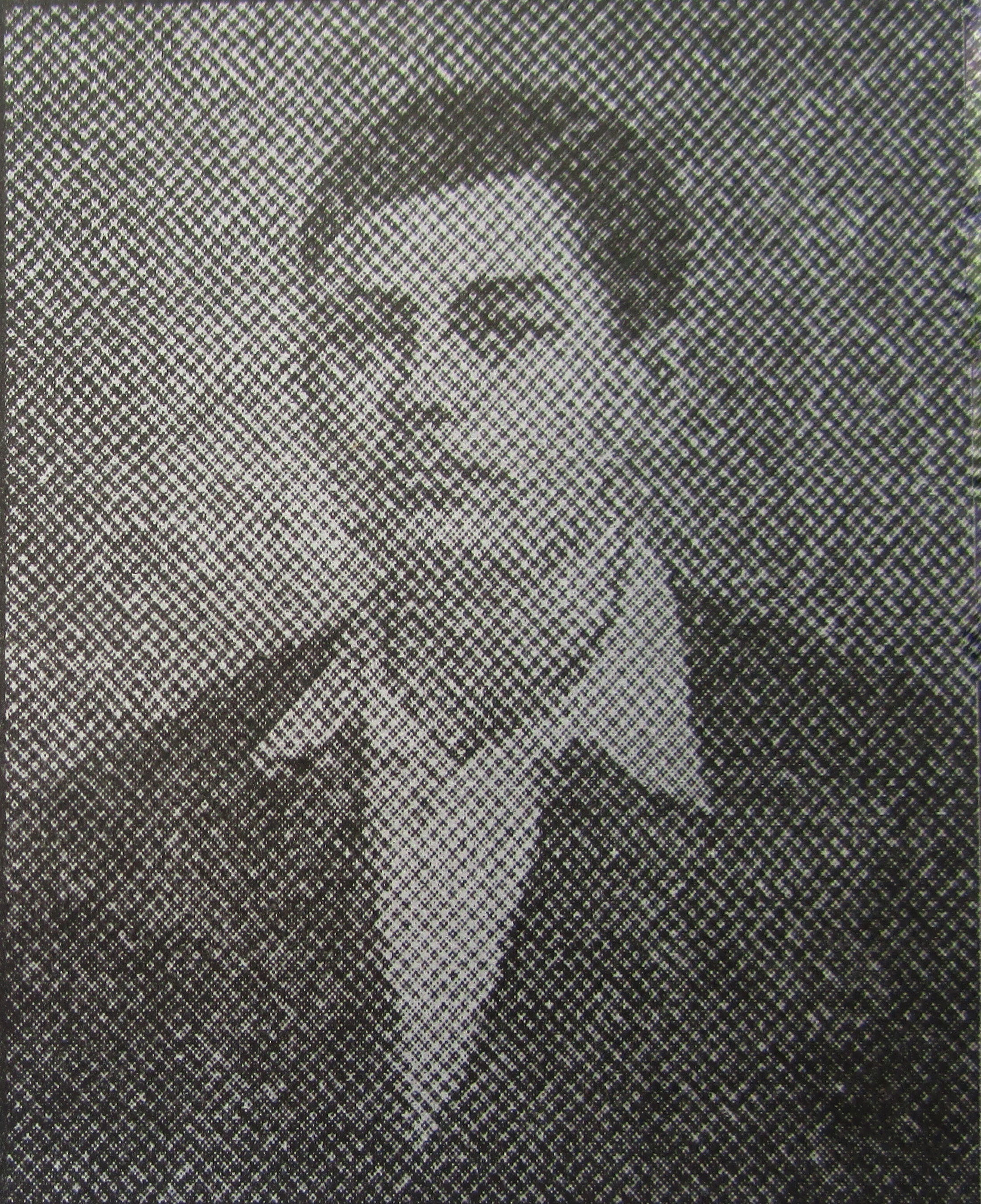
بينوي باسو أحد الذين اشتهروا بشن هجوم على مبنى الأمانة العامة - مبنى الكتاب في ساحة دالهوزي في كولكاتا.

والجديد بالذكر أن بينوي باسو، بادال جوبتا، ودينيش جوبتا، الذين اشتهروا بشن هجوم على مبنى الأمانة العامة - مبنى الكتاب في ساحة دالهوزي في كولكاتا، كانوا أعضاء في حزب جوجانتار.

### قضية مؤامرة قنبلة أليبور
تم القبض على العديد من قادة حزب جوجنتار بما في ذلك اوريبيندو غوش فيما يتعلق بأنشطة صنع القنابل في كولكاتا. وبعدها تم ترحيل العديد من النشطاء إلى سجن أندامان الخلوي.

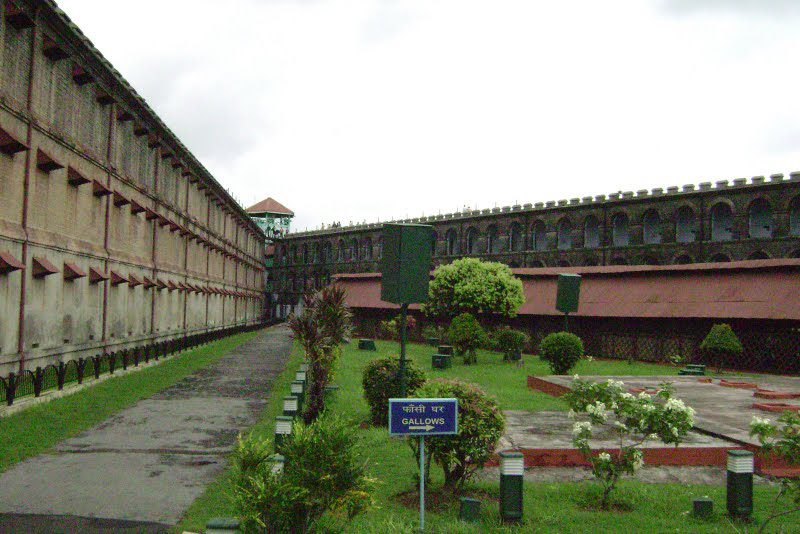
محيط سجن أندامان الخليوي الذي سجن فيه الثوار الهنود

### قضية مؤامرة دلهي ولاهور

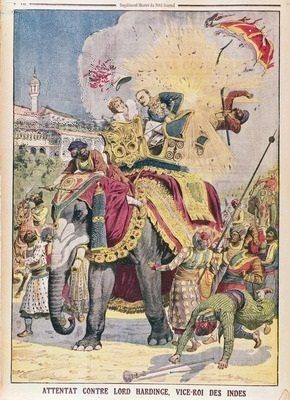
محاولة اغتيال اللورد هاردينغ عام 1912

قضية مؤامرة دلهي ولاهور، التي تحاك في عام 1912، خططت لاغتيال آنذاك نائب الملك في الهند، اللورد هاردينغ، بمناسبة نقل عاصمة الهند البريطانية من كلكتا إلى نيودلهي، بلغت المؤامرة ذروتها في محاولة الاغتيال في 23 ديسمبر 1912 عندما ألقيت قنبلة محلية الصنع في هودا على نائب الملك عندما تحرك موكبه الاحتفالي عبر ضاحية تشاندني تشوك في دلهي. نجا نائب الملك مع إصاباته، إلى جانب السيدة هاردينج، على الرغم من مقتل المحوت.
في أعقاب الحدث، بُذلت جهود لتدمير الحركة السرية البنجابية، والتي تعرضت لضغوط شديدة لبعض الوقت. نجح راش بيهاري في الإفلات من القبض عليه لما يقرب من ثلاث سنوات، وشارك بنشاط في مؤامرة غدار قبل الكشف عنها، وفر إلى اليابان في عام 1916.
أدت التحقيقات في أعقاب محاولة الاغتيال إلى محاكمة مؤامرة دلهي. وعلى الرغم من بسنت كومار بيسواس أدين بعد أن ألقيت القنبلة وأعدم، جنبا إلى جنب مع أمير تشاند وبيهاري لدورهم في المؤامرة، لا يعرف الهوية الحقيقية للشخص الذي ألقى القنبلة حتى يومنا هذا.

### قضية عصابة حوراء
تم القبض على معظم قادة جوجانتار البارزين بما في ذلك باغا جاتين الملقب جاتيندرا ناث موخيرجي في عام 1910، فيما يتعلق بمقتل شمس العلم. بفضل سياسة باغا جاتين الجديدة المتمثلة في العمل الفيدرالي اللامركزي، تم إطلاق سراح معظم المتهمين في عام 1911.

## الحرب العالمية الأولى

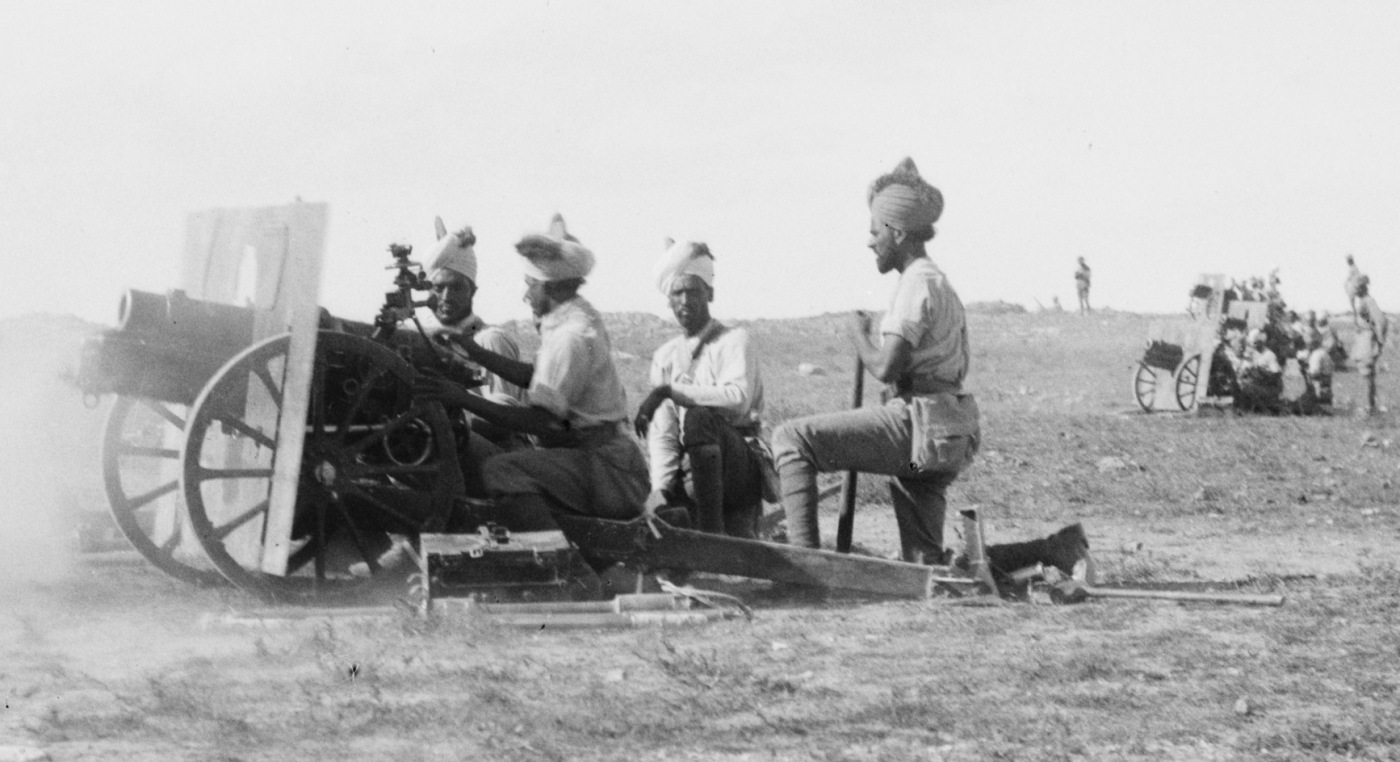
الجيش الهندي في القدس مع مدافع 3.7 انش

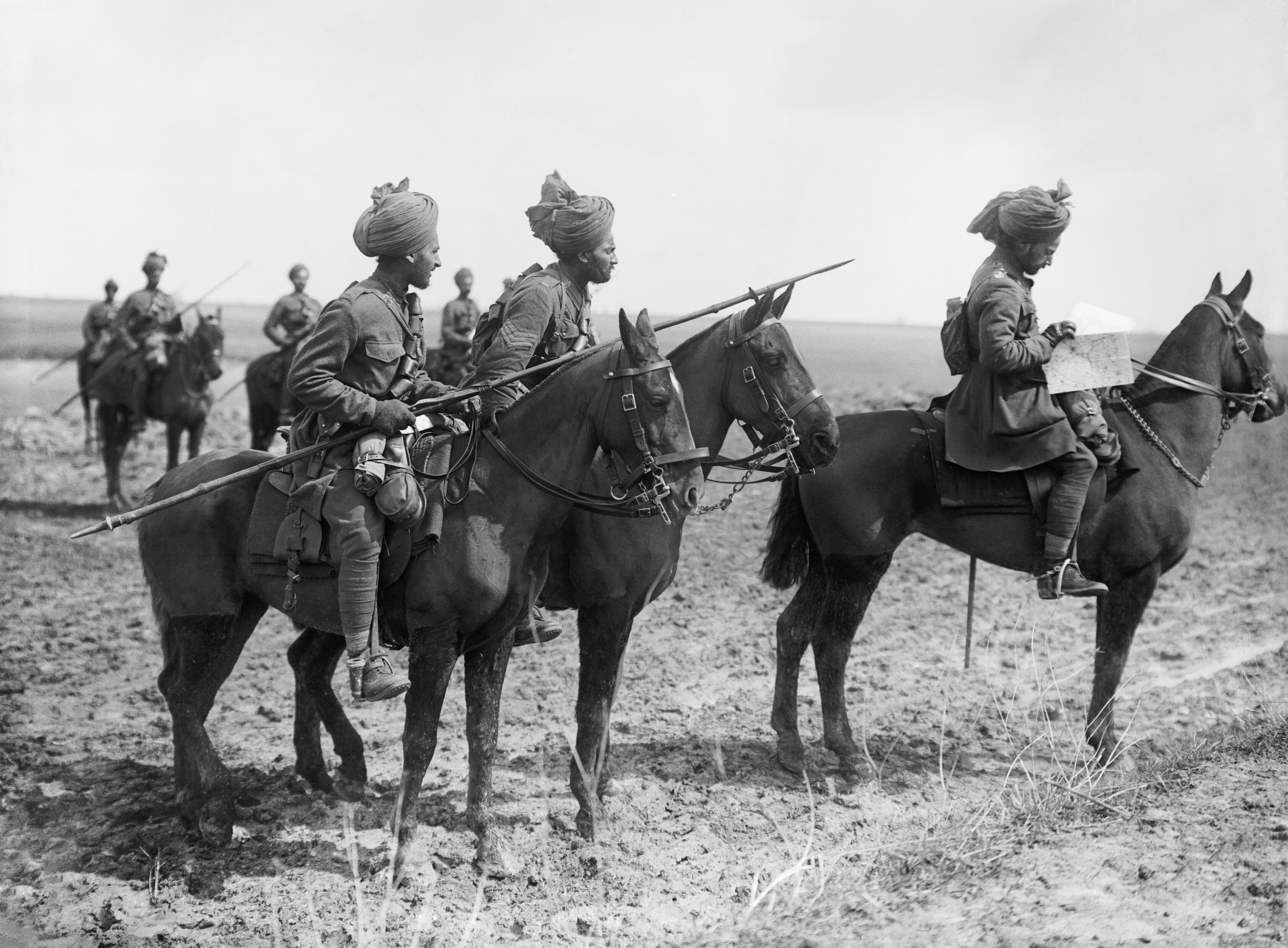
الخيالة الهندية في فرنسا 1917

بدأت الحرب العالمية الأولى بتدفق غير مسبوق من الدعم لبريطانيا من داخل القيادة السياسية السائدة. على عكس المخاوف البريطانية الأولية من تمرد هندي، ساهم الهنود بشكل كبير في المجهود الحربي البريطاني من خلال توفير الرجال والموارد. خدم حوالي 1.3 مليون جندي وعامل هندي في أوروبا وإفريقيا والشرق الأوسط، بينما أرسلت كل من الحكومة الهندية والأمراء إمدادات كبيرة من الطعام والمال والذخيرة. ومع ذلك، ظلت البنغال والبنجاب بؤرة للأنشطة المناهضة للاستعمار. القومية في البنغال، التي ارتبطت بشكل متزايد بالاضطرابات في البنجاب، من الضراوة الكبيرة لإكمال شلل الإدارة الإقليمية تقريبًا. في غضون ذلك، مؤامرات فاشلة كان سببها عدم استعداد الثوار لتنظيم ثورة قومية.
لم يكن لأي من المؤامرات الثورية تأثير كبير داخل الهند. إن احتمال أن يكون للعنف التخريبي تأثير على المجهود الحربي الشعبي قد اجتذب دعم السكان الهنود لاتخاذ تدابير خاصة ضد الأنشطة المناهضة للاستعمار في شكل قانون الدفاع عن الهند لعام 1915. لم تكن هناك تمردات كبرى تحدث في زمن الحرب، لكن المؤامرات فاقمت المخاوف العميقة من التمرد بين المسؤولين البريطانيين، مما جعلهم يستخدمون القوة القصوى لتخويف الهنود وإجبارهم على الخضوع.

### المؤامرة الهندوسية-الألمانية
كانت المؤامرة الهندوسية الألمانية عبارة عن سلسلة من الخطط بين عامي 1914 و 1917 من قبل الجماعات القومية الهندية لمحاولة تمرد عموم الهند ضد الراج البريطاني خلال الحرب العالمية الأولى، والتي تمت صياغتها بين الثوريين الهنود السريين والقوميين المنفيين أو المنفيين، الذين شكلوا، في الولايات المتحدة، حزب الغدار، وفي ألمانيا، لجنة استقلال الهند، في العقد الذي سبق الحرب العظمى.  تم وضع المؤامرة في بداية الحرب، بدعم واسع من وزارة الخارجية الألمانية، والقنصلية الألمانية في سان فرانسيسكو، بالإضافة إلى بعض الدعم من تركيا العثمانية والحركة الجمهورية الايرلندية. حاولت أبرز خطة إثارة الاضطرابات وإطلاق تمرد عموم الهند في الجيش الهندي البريطاني من البنجاب إلى سنغافورة. تم التخطيط لتنفيذ هذه المؤامرة في فبراير 1915 بهدف الإطاحة بالحكم البريطاني على شبه القارة الهندية. وتمرد فبراير أحبط في نهاية المطاف عندما تسللت المخابرات البريطانية إلى الحركة الغدارية وقبضت على شخصيات رئيسية. كما تم سحق التمردات في الوحدات الصغيرة والحاميات داخل الهند.
تشمل الأحداث الأخرى ذات الصلة تمرد سنغافورة عام 1915، ومؤامرة أسلحة آني لارسن، ومؤامرة جوجانتار الألمانية، والبعثة الألمانية إلى كابول، وتمرد كونوت رينجرز في الهند، وكذلك، حسب بعض الروايات، انفجار بلاك توم في عام 1916. تضمنت أجزاء من المؤامرة جهودًا لتخريب الجيش الهندي البريطاني في مسرح الشرق الأوسط في الحرب العالمية الأولى.

### تمرد غدار

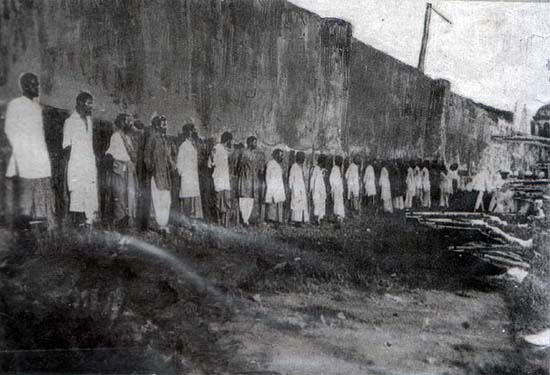
الإعدام العلني للمتمردين في سنغافورة 1915

نشأت المؤامرة في بداية الحرب العالمية الأولى، بين حزب الغدار في الولايات المتحدة، ولجنة برلين في ألمانيا، والثوري الهندي تحت الأرض في الهند البريطانية، ووزارة الخارجية الألمانية من خلال القنصلية في سان فرانسيسكو. اشتق اسم الحادث من اسم حزب غدار في أمريكا الشمالية، الذي ينتمي أعضاؤه إلى السيخ البنجابيين المجتمع في كندا والولايات المتحدة من بين أبرز المشاركين في الخطة. وكان أبرز من بين عدد من خطط أكبر بكثير الهندوس والألمانية تمرد، وضعت بين عامي 1914 و 1917 لبدء التمرد عموم الهند ضد الحكم البريطاني أثناء الحرب العالمية الأولى.  و تم التخطيط لبدء التمرد في ولاية البنجاب الرئيسية، تليها تمردات في البنغال وبقية الهند. الوحدات الهندية حتى سنغافورة خططت للمشاركة في التمرد. تم إحباط الخطط من خلال استجابة المخابرات والشرطة المنسقة. تسللت المخابرات البريطانية إلى حركة الغدار في كندا والهند، وساعدت معلومات استخبارية في اللحظة الأخيرة من جاسوس في سحق الانتفاضة المخطط لها في البنجاب قبل أن تبدأ. تم القبض على الشخصيات الرئيسية، كما تم سحق التمرد في الوحدات الصغيرة والحاميات داخل الهند.
أدت المعلومات الاستخبارية حول التهديد بالتمرد إلى عدد من الإجراءات الهامة في زمن الحرب التي أدخلت في الهند، بما في ذلك ممرات الدخول إلى قانون الهند لعام 1914، وقانون الأجانب لعام 1914، وقانون الدفاع عن الهند لعام 1915.

### بعثة نيدرماير - هنتيج
كانت بعثة نيدرماير-هنتيج بمثابة بعثة دبلوماسية إلى أفغانستان أرسلتها القوى المركزية في 1915-1916. كان الهدف منها هو تشجيع أفغانستان على إعلان الاستقلال الكامل عن الإمبراطورية البريطانية، ودخول الحرب العالمية الأولى إلى جانب القوى المركزية، ومهاجمة الهند البريطانية. كانت الحملة جزءًا من المؤامرة الهندوسية الألمانية، وهي سلسلة من الجهود الهندية الألمانية لإثارة ثورة قومية في الهند. ترأس اسميا من قبل المنفيين الأمير الهندي راجا ماهيندرا براتاب، وكانت البعثة عملية مشتركة من ألمانيا وتركيا وقادها ضباط الجيش الألماني أوسكار نيدرماير وفرنر أوتو فون هينتيغ. ومن بين المشاركين الآخرين أعضاء في منظمة قومية هندية تسمى لجنة برلين، بما في ذلك مولوي بركة الله وتشيمباكارامان بيلاي، في حين مثل الأتراك كاظم بك، من الأصدقاء المقربين من أنور باشا.
رأت بريطانيا أن البعثة تمثل تهديدًا خطيرًا. عليها وعلى حليفتها الإمبراطورية الروسية، حاول دون جدوى لاعتراضها في بلاد فارس خلال صيف عام 1915. لذا شنت المخابرات السرية البريطانية المفاوضات، بما في ذلك التدخلات الشخصية من قبل الوالي الرب هاردينغ والملك جورج الخامس، للحفاظ على الحياد الأفغاني.
فشلت البعثة في مهمتها الرئيسية المتمثلة في حشد أفغانستان، بقيادة الأمير حبيب الله خان، في المجهود الحربي الألماني والتركي، لكنها أثرت على الأحداث الكبرى الأخرى. في أفغانستان، أدت الحملة الاستكشافية إلى إصلاحات وأدت إلى اضطراب سياسي بلغ ذروته باغتيال الأمير عام 1919، والذي أدى بدوره إلى اندلاع الحرب الأفغانية الثالثة. أثرت على مشروع كالميك لروسيا البلشفية الوليدة لنشر الثورة الاشتراكية في آسيا، بهدف واحد هو الإطاحة بالراج البريطاني. تضمنت النتائج الأخرى تشكيل لجنة رولات للتحقيق في الفتنة في الهند، أعتبها تغييرات في نهج بريطانيا لحركة استقلال الهند مباشرة بعد الحرب العالمية الأولى.

### الرد القومي على الحرب
في أعقاب الحرب العالمية الأولى، أدت معدلات الضحايا المرتفعة، والتضخم المرتفع، الذي تفاقم بسبب الضرائب الباهظة، وانتشار وباء الإنفلونزا، وتعطيل التجارة أثناء الحرب، إلى تفاقم المعاناة البشرية في الهند.
أعادت الحركة القومية قبل الحرب إحياء الجماعات المعتدلة والمتطرفة داخل الكونجرس لتغمر خلافاتهم من أجل الوقوف معًا كجبهة موحدة. جادلوا بأن خدماتهم الهائلة للإمبراطورية البريطانية أثناء الحرب طالبت بمكافأة لإثبات قدرة الهند على الحكم الذاتي. في عام 1916، نجح الكونجرس في صياغة ميثاق لكناو، وهو تحالف مؤقت مع رابطة مسلمي عموم الهند حول قضايا انتقال السلطة ومستقبل الإسلام في المنطقة.

### الإصلاحات البريطانية
اعتمد البريطانيون أنفسهم نهج «العصا والجزرة» تقديراً لدعم الهند أثناء الحرب واستجابة للمطالب القومية المتجددة. في أغسطس 1917، أصدر إدوين مونتاغو، وزير الدولة لشؤون الهند، إعلانًا تاريخيًا في البرلمان بأن السياسة البريطانية كانت من أجل: «زيادة ارتباط الهنود في كل فرع من فروع الإدارة والتطور التدريجي لمؤسسات الحكم الذاتي بهدف الإدراك التدريجي للحكومة المسؤولة في الهند كجزء لا يتجزأ من الإمبراطورية البريطانية». تم لاحقًا تكريس وسائل تحقيق التدابير المقترحة في قانون حكومة الهند لعام 1919، التي أدخلت مبدأ النمط المزدوج للإدارة، أو النظام الثنائي، حيث يتقاسم كل من المشرعين الهنود المنتخبين والمسؤولين البريطانيين المعينين السلطة. كما وسع القانون المجالس التشريعية المركزية والمحلية ووسع الامتياز بشكل كبير. شرعت الحكومة في إجراء تغييرات حقيقية معينة على مستوى المقاطعات: تم تسليم عدد من الحقائب غير المثيرة للجدل أو «المنقولة»، مثل الزراعة والحكومة المحلية والصحة والتعليم والأشغال العامة، إلى الهنود، بينما تم تسليم مسائل أكثر حساسية مثل التمويل والضرائب والحفاظ على القانون والنظام تم الإبقاء عليها من قبل الإداريين البريطانيين الإقليميين.

## وصول غاندي إلى الهند

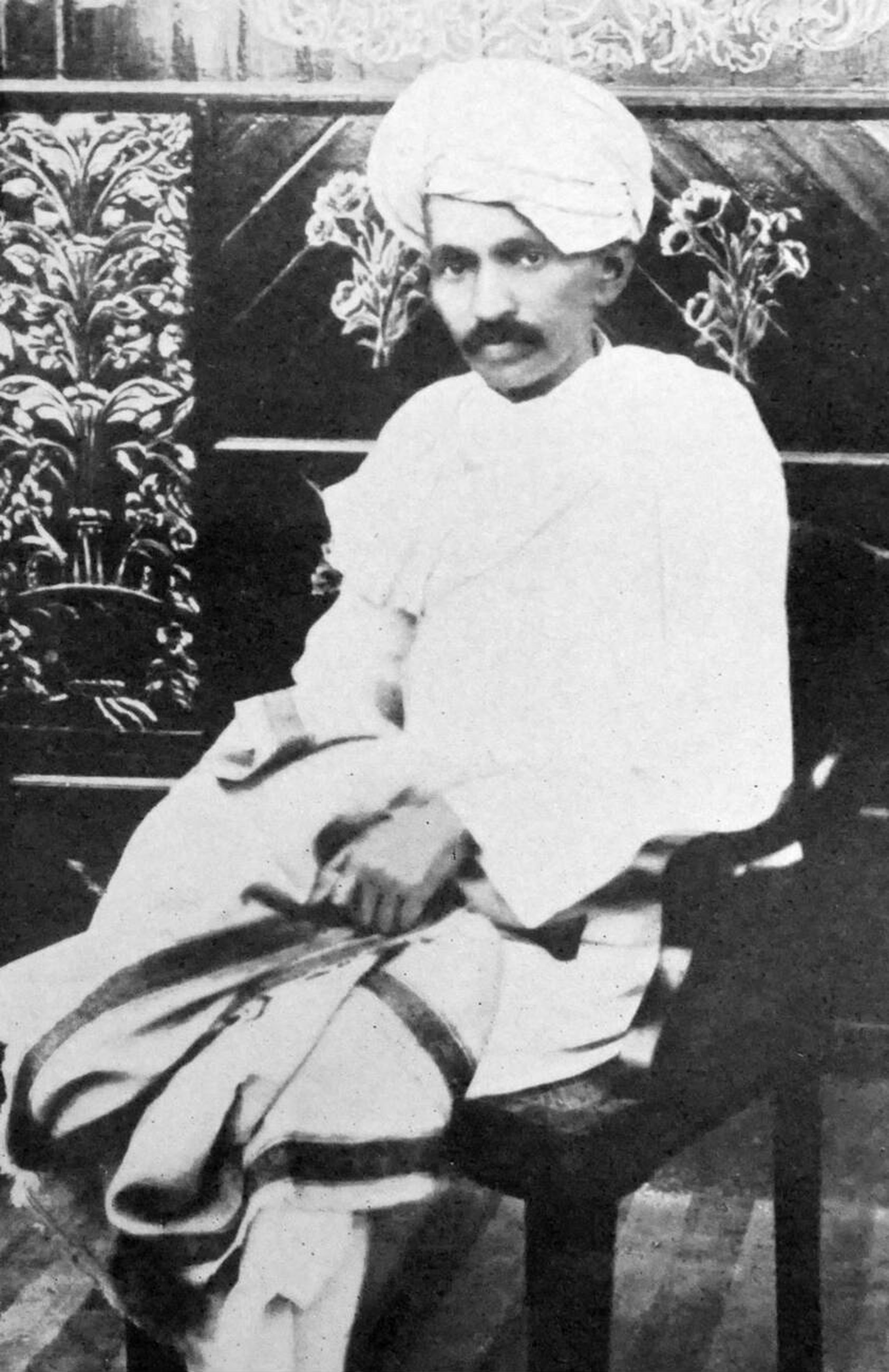
غاندي عام 1918

كان غاندي زعيمًا للحركة القومية الهندية في جنوب إفريقيا. لقد كان أيضًا معارضًا صريحًا للتمييز الأساسي والمعاملة السيئة في العمل وكذلك سيطرة الشرطة القمعية مثل أعمال رولات. خلال هذه الاحتجاجات، أتقن غاندي مفهوم ساتياغراها. في يناير 1914 (قبل الحرب العالمية الأولى بفترة طويلة) كان غاندي ناجحًا. تم إلغاء التشريع ضد الهنود وتم إطلاق سراح جميع السجناء السياسيين الهنود من قبل الجنرال جان سموتس.  حقق غاندي ذلك من خلال الاستخدام المكثف للاحتجاجات غير العنيفة، مثل المقاطعة والمسيرات الاحتجاجية والصوم من قبله وأتباعه.
عاد غاندي إلى الهند في 9 يناير 1915، ودخل المعركة السياسية في البداية ليس بدعوات لدولة قومية، ولكن لدعم المنطقة التجارية الموحدة التي كان حزب المؤتمر يطالب بها. يعتقد غاندي أن التنمية الصناعية والتطور التعليمي الذي جلبه الأوروبيون كانا مطلوبين منذ فترة طويلة للتخفيف من العديد من المشاكل المزمنة في الهند. أصبح جوبال كريشنا جوخال، عضو الكونجرس المخضرم والزعيم الهندي، مرشد غاندي. أفكار واستراتيجيات غاندي للعصيان المدني السلميبدا في البداية غير عملي لبعض الهنود وقادتهم في الكونجرس. على حد تعبير المهاتما نفسه، «العصيان المدني هو خرق مدني للتشريعات غير الأخلاقية.» كان لا بد من القيام بذلك بطريقة غير عنيفة بسحب التعاون مع الدولة الفاسدة. كان غاندي يحترم تيلاك كثيرًا. كانت جميع برامجه مستوحاة من برنامج «شاتوستوري» الخاص بـ تيلاك.
تم تقويض الأثر الإيجابي للإصلاح بشكل خطير في عام 1919 من خلال قانون رولات، الذي سمي على اسم التوصيات التي قدمتها لجنة رولات في العام السابق إلى المجلس التشريعي الإمبراطوري. تم تشكيل اللجنة للنظر في مؤامرات وقت الحرب من قبل المنظمات القومية والتوصية بإجراءات للتعامل مع المشكلة في فترة ما بعد الحرب. أوصى رولات بتمديد صلاحيات الدفاع عن الهند في زمن الحرب إلى فترة ما بعد الحرب. منح قانون وقت الحرب حكومة نائب الملك سلطات استثنائية لقمع الفتنة من خلال إسكات الصحافة واحتجاز النشطاء السياسييندون محاكمة واعتقال أي شخص يشتبه بارتكاب الفتنة أو الخيانة دون أمر قضائي. تم شتمه بشكل متزايد داخل الهند بسبب استخدامه على نطاق واسع وعشوائي. تم اعتقال العديد من القادة الشعبيين، بما في ذلك آني بيسانت وأخوان علي. لذلك، تم تمرير قانون رولات في مواجهة معارضة عالمية بين الأعضاء الهنود (غير الرسميين) في مجلس نائب الملك. أثار تمديد القانون معارضة انتقادية واسعة النطاق. تم استدعاء وقف العمل (الحرج) على الصعيد الوطني، إيذانا ببداية استياء شعبي واسع النطاق، وإن لم يكن على الصعيد الوطني.
أدى التحريض الذي أطلقته هذه الأعمال إلى هجمات بريطانية على المتظاهرين، بلغت ذروتها في 13 أبريل 1919، في مذبحة جاليانوالا باغ (المعروفة أيضًا باسم مذبحة أمريتسار) في أمريتسار، البنجاب. قام القائد العسكري البريطاني، العميد ريجينالد داير، بإغلاق المدخل الرئيسي والوحيد، وأمر جنوده بإطلاق النار على حشد غير مسلح وغير مرتاب من حوالي 15000 رجل وامرأة وطفل. كانوا قد تجمعوا بسلام في جاليانوالا باغ، فناء محاط بسور، لكن داير أراد تنفيذ الحظر المفروض على جميع الاجتماعات واقترح تعليم جميع الهنود درسًا بطريقة أقسى. أطلقت ما مجموعه 1,651 جولات، مما أسفر عن مقتل 379 شخصا (كما وفقا للجنة بريطانية رسمية، وتراوحت تقديرات المسؤولين الهنود تصل إلى 1499 وجرح 1137 في المذبحة)  اضطر داير على الاعتزال لكنه كان اعتبرت بطل من قبل البعض في بريطانيا، يظهر للقوميين الهنود أن الإمبراطورية كانت مدينة بالفضل للرأي العام في بريطانيا، ولكن ليس في الهند.  حلت الحادثة آمال الحرب في الحكم الذاتي وحسن النية وفتحت صدعًا لا يمكن ردمه دون الحكم الذاتي الكامل.

### أول حركة غير متعاونة
من عام 1920 إلى عام 1922، بدأ غاندي حركة عدم التعاون. في جلسة الكونغرس في كولكاتا في سبتمبر 1920، أقنع غاندي القادة الآخرين بالحاجة إلى بدء حركة عدم تعاون لدعم الخلافة وكذلك لوضع السيادة. حثت حركة ساتياغراها الأولى على استخدام المواد الخادي والهندية كبدائل لتلك التي يتم شحنها من بريطانيا. كما حث الناس على مقاطعة المؤسسات التعليمية البريطانية والمحاكم القانونية، والاستقالة من الوظائف الحكومية، ورفض دفع الضرائب، والتخلي عن الألقاب والأوسمة البريطانية. على الرغم من أن هذا جاء بعد فوات الأوان للتأثير على صياغة قانون حكومة الهند الجديد لعام 1919 تمتعت الحركة بتأييد شعبي واسع، وشكل الحجم الفوضوي الناتج عن ذلك تحديًا خطيرًا للحكم الأجنبي. ومع ذلك، ألغى غاندي الحركة لأنه كان خائفًا بعد حادثة شوري شورا، التي شهدت مقتل اثنين وعشرين من رجال الشرطة على أيدي حشد غاضب من شأنه أن ينزلق إلى الفوضى في الهند.
تم فتح العضوية في الحزب لأي شخص مستعد لدفع رسوم رمزية، وتم إنشاء تسلسل هرمي للجان، وجعله مسؤولاً عن الانضباط والسيطرة على حركة غير متبلورة ومنتشرة حتى الآن. تحول الحزب من منظمة نخبوية إلى منظمة ذات نداء ومشاركة وطنية جماهيرية.
حُكم على غاندي في عام 1922 بالسجن ستة أعوام، لكن أُطلق سراحه بعد أن أمضى عامين. عند إطلاق سراحه من السجن، أنشأ صابرماتي الأشرم في أحمد آباد. على ضفاف نهر سابارماتي، أسس صحيفة يونغ إنديا، وافتتح سلسلة من الإصلاحات التي تستهدف المحرومين اجتماعيًا داخل المجتمع الهندوسي - فقراء الريف، والمنبوذين.  شهد هذا العصر ظهور جيل جديد من الهنود من داخل حزب المؤتمر، بما في ذلك مولانا آزاد، سي. راجاجو بالاتشاري، جواهر لال نهرو، فالابهاي باتيل، سوبهاس شاندرا بوس وآخرون - الذين سيأتون لاحقًا لتشكيل أبرز أصوات حركة الحكم الذاتي الهندية، سواء تمسكًا بقيم غاندي، أو، كما في حالة الجيش الوطني الهندي، الابتعاد عنها.
وزيادة توسيع الطيف السياسي الهندي في منتصف 1920s بظهور كلا الأطراف المعتدلة والمتشددة، مثل حزب سواراج، الهندوسية ماهاساهبا، الحزب الشيوعي الهندي وراشتريا سوايامسيفاك سانغ. واصلت المنظمات السياسية الإقليمية أيضًا تمثيل مصالح غير البراهميين في مدراس، والمهار في ولاية ماهاراشترا، والسيخ في البنجاب. ومع ذلك، فإن الناس مثل ماهكافي سوبرامانيا بهاراثي، فانشيناثان ولعب نيلاكاندا براهماشاري دورًا رئيسيًا من ولاية تاميل نادو في كل من نضال الحكم الذاتي والنضال من أجل المساواة لجميع الطبقات والمجتمعات. شاركت العديد من النساء في الحركة، بما في ذلك كاستوربا غاندي (زوجة غاندي)، وراجكوماري أمريت كور، وموثولاكسمي ريدي، وأرونا آساف علي، والعديد من النساء الأخريات.

## بورما سوراج

علم الهند كما تم تصميمه عام 1931

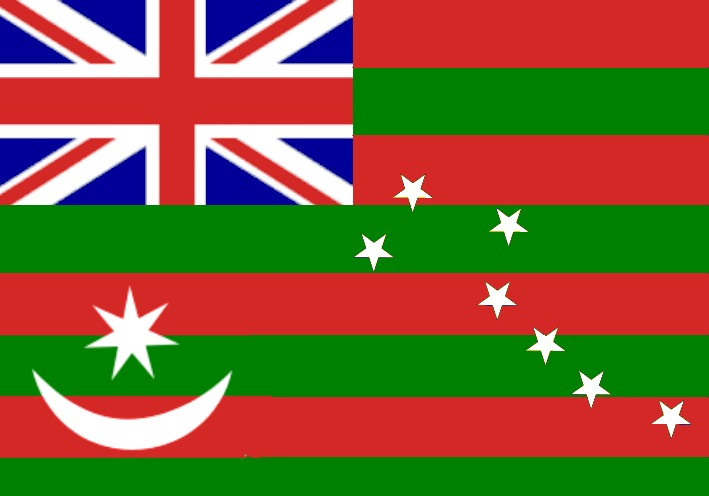
أحد أعلام حركة الحكم الذاتي للهند

بعد الرفض الهندي للتوصيات في لجنة سيمون، عُقد مؤتمر لجميع الأطراف في مومباي في مايو 1928 بهدف غرس الشعور بالتحرر بين الناس. عين المؤتمر لجنة صياغة برئاسة موتيلال نهرو لوضع دستور للهند. في كولكاتا طلبت دورة من دورات المؤتمر الوطني الهندي الحكومة البريطانية إلى وضع اتفاق السيادة إلى الهند بحلول ديسمبر كانون الأول عام 1929، أو يمكن أن تكون أطلقت حركة العصيان المدني انحاء البلاد. في خضم تصاعد الاستياء السياسي والحركات الإقليمية العنيفة بشكل متزايد، بدأت الدعوة إلى السيادة الكاملة وإنهاء الحكم البريطاني في إيجاد أسباب متزايدة للمصداقية مع الشعب. برئاسة جواهر ال نهرو في جلسته التاريخية في لاهور في ديسمبر 1929، اعتمد المؤتمر الوطني الهندي هدف الحكم الذاتي الكامل. فوضت اللجنة العاملة بإطلاق حركة عصيان مدني في جميع أنحاء البلاد. تقرر الاحتفال بيوم 26 يناير 1930 في جميع أنحاء الهند باعتباره يوم بورنا سواراج (حكم ذاتي كامل).
في مارس 1931، تم التوقيع على ميثاق غاندي - إروين، ووافقت الحكومة على إطلاق سراح جميع السجناء السياسيين (على الرغم من أنه لم يتم إطلاق سراح بعض الثوار العظماء، ولم يتم إرجاع حكم الإعدام الصادر بحق بهجت سينغ ورفاقه. زاد من حدة التحريض ضد الكونجرس ليس فقط خارجه من الداخل). على مدى السنوات القليلة التالية، كان الكونجرس والحكومة عالقين في الصراع والمفاوضات حتى ما أصبح قانون حكومة الهند لعام 1935يمكن التوصل إليها. بحلول ذلك الوقت، كان الخلاف بين الكونجرس والرابطة الإسلامية قد أصبح لا يمكن تجاوزه حيث أشار كل منهما بإصبعه إلى الآخر بشكل حاد. عارضت الرابطة الإسلامية مطالبة الكونجرس بتمثيل كل شعب الهند، في حين عارض المؤتمر مطالبة الرابطة الإسلامية بالتعبير عن تطلعات جميع المسلمين.
أشارت حركة العصيان المدني إلى دور جديد في عملية النضال الهندي للحكم الذاتي. ككل، أصبح فشلًا في حد ذاته، لكنه جمع السكان الهنود معًا، تحت قيادة المؤتمر الوطني الهندي. نتج عن الحركة أن أصبح الحكم الذاتي نقطة نقاش مرة أخرى، وجندت المزيد من الهنود للفكرة. سمحت الحركة لمجتمع الاستقلال الهندي بإحياء ثقتهم الداخلية وقوتهم ضد الحكومة البريطانية. بالإضافة إلى ذلك، أضعفت الحركة سلطة البريطانيين وساعدت في نهاية الإمبراطورية البريطانية في الهند. بشكل عام، كانت حركة العصيان المدني إنجازًا أساسيًا في تاريخ الحكم الذاتي الهندي لأنها أقنعت نيودلهي بدور الجماهير في تقرير المصير.

## الانتخابات وقرار لاهور

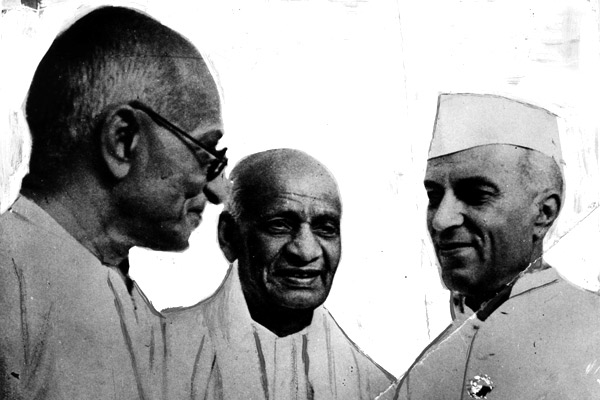
شاكرافارثي راجاجوبالاتشاري، سردار فالاببههاي باتيل و جواهر ال نهرو قبيل عام 1947.

حدد قانون حكومة الهند لعام 1935، وهو الجهد الدستوري الهائل والنهائي لحكم الهند البريطانية، وقد حمل ثلاثة أهداف رئيسية: إنشاء هيكل فيدرالي فضفاض، وتحقيق الحكم الذاتي الإقليمي، وحماية مصالح الأقليات من خلال ناخبين منفصلين. لم يتم تنفيذ الأحكام الفيدرالية، التي تهدف إلى توحيد الولايات الأميرية والهند البريطانية في المركز، بسبب الغموض في حماية الامتيازات الحالية للأمراء. ولكن في فبراير 1937، أصبح الحكم الذاتي للمقاطعات حقيقة واقعة عند إجراء الانتخابات. برز المؤتمر باعتباره الحزب المهيمن بأغلبية واضحة في خمس مقاطعات وكان له اليد العليا في اثنتين، بينما كان أداء الرابطة الإسلامية ضعيفًا.
في عام 1939، أعلن نائب الملك لينليثغو دخول الهند في الحرب العالمية الثانية دون استشارة حكومات المقاطعات. احتجاجًا على ذلك، طلب الكونغرس من جميع نوابه المنتخبين الاستقالة من الحكومة. أقنع محمد علي جناح، رئيس الرابطة الإسلامية لعموم الهند، المشاركين في الدورة السنوية لرابطة المسلمين في لاهور عام 1940 بتبني ما عُرف لاحقًا باسم قرار لاهور، الذي طالب بتقسيم الهند إلى دولتين منفصلتين ذوات سيادة مسلم واحد والآخر هندوسي. يشار إليها أحيانًا باسم Two Nation Theory بالإنكليزية. على الرغم من أن فكرة باكستان تم تقديمها في وقت مبكر من عام 1930، إلا أن القليل جدًا استجاب لها.
في معارضة قرار لاهور، اجتمع مؤتمر عموم الهند آزاد الإسلامي في دلهي في أبريل 1940 للتعبير عن دعمه للهند الموحدة.  تضم في عضويتها العديد من المنظمات الإسلامية في الهند، بالإضافة إلى 1400 مندوب مسلم قومي.  "كان الحضور في اجتماع القوميين حوالي خمس مرات من حضور اجتماع العصبة."
عملت رابطة مسلمي عموم الهند على محاولة إسكات أولئك المسلمين الذين وقفوا ضد تقسيم الهند، مستخدمين في كثير من الأحيان «التخويف والإكراه».  كما أن مقتل زعيم مؤتمر آزاد الإسلامي لعموم الهند، الله بخش سومرو، سهّل على رابطة مسلمي عموم الهند المطالبة بإنشاء باكستان.

## الحركة الثورية
بصرف النظر عن بعض الحوادث الضالة، لم تحدث التمردات المسلحة ضد الحكام البريطانيين قبل بداية القرن العشرين. الثورة الهندية بدأت تحت الأرض تكتسب زخما خلال العقد الأول من القرن 20، مع الجماعات الناشئة في ولاية البنغال، ماهاراشترا، أوديشا وبيهار وأوتار براديش، البنجاب، ورئاسة مدراس بما في ذلك ما يسمى الآن جنوب الهند. تم توزيع المزيد من المجموعات حول الهند. نشأت حركات ملحوظة بشكل خاص في البنغال، خاصة حول تقسيم البنغال في عام 1905، وفي البنجاب بعد عام 1907. في الحالة الأولى، كان الشباب المتعلم والذكاء والمتفاني من الطبقة الوسطى الحضرية من مجتمع بهادرالوك هو الذي جاء ليشكل الثوري الهندي «الكلاسيكي»،  بينما كان لدى الأخير قاعدة دعم هائلة في المجتمع الريفي والعسكري البنجابي.
في ولاية البنغال، انبثقت سامييتي عن التجمعات المحلية للشباب والصالات رياضية (Akhra) في ولاية البنغال في عام 1902، وتشكيل اثنين من الدويلات البارزة والمستقلة إلى حد ما في شرق وغرب البنغال تدعى دكا انو شيلهان ساميتي في دكا (في العصر الحديث بنغلاديش)، ووجوغنتار مجموعة (تركزت في كلكتا) على التوالي. بقيادة القوميين من أمثال أوروبيندو غوش وشقيقه باريندرا غوش.
حققت القومية الهندية تقدمًا في المجتمعات الهندية حتى باريس ولندن. في لندن، تعرض البيت الهندي تحت رعاية شيامجي كريشنا فيرما لمزيد من التدقيق بسبب مناصرته وتبرير العنف في قضية القومية الهندية، والذي وجد في الطلاب الهنود في بريطانيا ومن المغتربين الهنود في المجتمع الهندي في باريس أتباعًا متعطشين. بحلول عام 1907، من خلال روابط مدام بيكاجي رستم كاما القومية الهندية بالثوري الروسي نيكولاس سافرانسكي، والمجموعات الهندية بما في ذلك الثوار البنغال وكذلك البيت الهندي تحت حكم VD Savarkar تمكنوا من الحصول على كتيبات لتصنيع القنابل. كان إنديا هاوس أيضًا مصدرًا للأسلحة والأدب المثير للفتنة الذي تم توزيعه بسرعة في الهند. بالإضافة إلى عالم الاجتماع الهندي، كتيبات مثل Bande Mataram و !Oh Martyrs بقلم سافاركار الذي أشاد بالعنف الثوري. لوحظت التأثيرات المباشرة والتحريض من إنديا هاوس في العديد من حوادث العنف السياسي، بما في ذلك الاغتيالات، في الهند في ذلك الوقت.  إحدى التهمتين الموجهتين إلى سافاركار أثناء محاكمته في بومباي هي التحريض على قتل قاضي منطقة ناسيك، إيه إم تي جاكسون، على يد أنانت كانهيرفي ديسمبر 1909. تم تتبع الأسلحة المستخدمة مباشرة من خلال ساعي إيطالي إلى إنديا هاوس. لوحظ في تقرير رولات أن سكان البيت الهندي السابقين اكاريا وايار ساعدوا وأثروا في الاغتيالات السياسية، بما في ذلك مقتل روبرت ديسكورت آش.  اقترحت الشرطة الفرنسية بشدة أن تكون الصلة بين باريس وسافرانسكي متورطة في محاولة عام 1907 في البنغال لتعطيل القطار الذي كان يقل نائب الحاكم السير أندرو فريزر.
كما ويعتقد أن أنشطة القوميين في الخارج قد زعزعت ولاء عدد من الأفواج المحلية للجيش الهندي البريطاني.  فإغتيال ويليام هوت كرزون ويلي على يد مادانلال دينغرا حظي بدعاية كبيرة وشهد زيادة في المراقبة وقمع القومية الهندية.  أعقب ذلك محاولة اغتيال نائب الملك في الهند عام 1912. بعد ذلك، تشكلت نواة الشبكات في بيت الهند، في إقليم البنجاب، والقومية التي نشأت بين المغتربين والعمال الهنود في أمريكا الشمالية، وبدأت حركة مختلفة في الظهور في أمريكا الشمالية هي حزب غدار، وبلغت ذروتها في مؤامرة سيديتيوس خلال الحرب العالمية الأولى بقيادة راش بيهاري بوس والا هارديال.

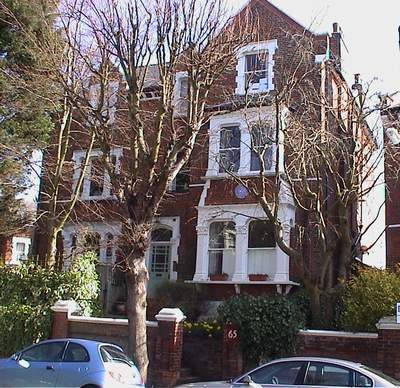
بيت الهند الذي اسسه شيامجي كريشنا فارما للترويج للأفكار القومية

ابتعد البنغال الساميتي عن فلسفة العنف في عشرينيات القرن الماضي، عندما ارتبط عدد من أعضائها بشكل وثيق بالكونغرس وحركة غاندي اللاعنفية. شهد العنف القومي الثوري تجدد بعد انهيار حركة عدم التعاون غاندي في عام 1922. وفي البنغال، هذا رأى إعادة تنظيم مجموعات مرتبطة ساميتي تحت قيادة سوريا سين وهيم شاندرا كانونغو. أدت موجة من العنف إلى سن تعديل القانون الجنائي البنغالفي أوائل العشرينات من القرن الماضي، والتي أعادت إلى الأذهان صلاحيات السجن والاحتجاز لقانون الدفاع عن الهند. في شمال الهند، أعيد تنظيم بقايا البنجاب والمنظمات الثورية البنغالية، ولا سيما في ظل سانيال، لتأسيس جمعية جمهورية هندوستان مع تشاندراشيكار آزاد في شمال الهند.
كان لـلجمعية تأثيرات قوية من الأيديولوجيات اليسارية. تم تشكيل جمعية هندوستان الجمهورية الاشتراكية (HSRA) تحت قيادة تشندراشيكار آزاد.وقد تم تنفيذ سرقة قطار كاكوري إلى حد كبير من قبل أعضاء HSRA. اتهمت الحكومة البريطانية عددًا من قادة الكونجرس من البنغال، وخاصة سوبهاش شاندرا بوز، بصلاتهم مع المنظمات الثورية والسماح لها برعايتها خلال هذا الوقت. انتعش العنف والفلسفة الراديكالية في ثلاثينيات القرن الماضي، عندما شارك ثوار الساميتي و HSRA في غارة على مستودع أسلحة شيتاغونغ وفي مؤامرة كاكوري ومحاولات أخرى ضد الإدارة في الهند البريطانية ومسؤولي الراج. قام ساشندرا ناث سانيال بتوجيه الثوار في جيش هندوستان الجمهوري الاشتراكي (HSRA)، بما في ذلك باغات سينغ وجاتيندرل ناث داس، من بين آخرين ؛ بما في ذلك التدريب على الأسلحة وكيفية صنع القنابل. بهجت سينغ وباتوكيشوار دوت رموا قنبلة داخل الجمعية التشريعية المركزية في 8 أبريل 1929 احتجاجا على إقرار مشروع قانون السلامة العامة والمنازعات التجارية بيل في حين رفع شعارات " Inquilab Zindabad"، على الرغم من عدم مقتل أو إصابة أي شخص في حادث القنبلة. استسلم بهجت سينغ بعد حادثة التفجير وتم إجراء محاكمة. كما تم اعتقال سوخديف وراجغورو من قبل الشرطة أثناء عمليات البحث بعد حادثة التفجير. بعد المحاكمة، تم شنق باغات سينغ وسوخدف وراجغورو في عام 1931. وبعدها ببرهة أسس العلامة المشرقي منظمة خاكسار تهريك لتوجيه المسلمين بشكل خاص نحو حركة الحكم الذاتي. وقد غادر بعض أعضائها إلى المؤتمر الوطني الهندي بقيادة سوبهاس تشاندرا بوس، في حين حدد الآخرين التعاون بشكل وثيق مع الشيوعية. واما حزب جوانتار فقد حل فرعه رسميًا في عام 1938. في 13 مارس 1940، أطلق أودهام سينغ النار على مايكل أودوير (آخر اغتيال سياسي خارج الهند)، والذي كان مسؤولاً بشكل عام عن مذبحة أمريتسار في لندن. ومع ذلك، انتشرت الحركة الثورية تدريجيا في حركة غاندي. مع تغير السيناريو السياسي في أواخر الثلاثينيات من القرن الماضي - مع دراسة القادة الرئيسيين للعديد من الخيارات التي قدمها البريطانيون ومع دخول السياسة الدينية في اللعب - تراجعت الأنشطة الثورية تدريجياً. انضم العديد من الثوار السابقين إلى السياسة السائدة بالانضمام إلى الكونغرس وأحزاب أخرى، خاصة الشيوعية منها، فيما ظل العديد من النشطاء محتجزين في سجون مختلفة في أنحاء البلاد. الهنود الذين كانوا مقرها في المملكة المتحدة، وانضم للدوري الهند ورابطة العمال الهنود، والمشاركة في الأنشطة الثورية في بريطانيا.
في غضون وقت قصير من إنشائها، أصبحت هذه المنظمات محور عمليات واسعة للشرطة والاستخبارات. عمليات ضد انوشلهان ساميتي الذي شوهد في الفرع الخاص من الشرطة في كلكتا. شهدت العمليات الاستخباراتية ضد إنديا هاوس تأسيس مكتب الاستخبارات السياسية الهندي الذي نما لاحقًا ليصبح مكتب الاستخبارات في الهند المستقلة. وكان من بين الضباط البارزين الذين قادوا عمليات الشرطة والاستخبارات ضد الثوار الهنود، أو شاركوا فيها، في أوقات مختلفة، جون أرنولد والينجر، والسير روبرت ناثان، والسير هارولد ستيوارت، وفيرنون كيل، والسير تشارلز ستيفنسون مور، والسير تشارلز تيغارت، وكذلك مثل دبليو سومرست موغام. التهديد الذي تشكله أنشطة الساميتي في البنغال خلال الحرب العالمية الأولى، جنبًا إلى جنب مع تهديد انتفاضة الغاداريين في البنجاب، شهد إقرار قانون الدفاع عن الهند لعام 1915. شهدت هذه الإجراءات القبض على عدد من الثوار المرتبطين بالمنظمة واحتجازهم ونقلهم وإعدامهم، ونجحت في سحق فرع شرق البنغال. في أعقاب الحرب، أوصت اللجنة رولات بتمديد قانون الدفاع عن الهند لإحباط أي انتعاش محتمل للساميتي في ولاية البنغال وحركة غدار في البنجاب.
في العشرينات من القرن الماضي، قاد ألوري سيتاراما راجو ثورة رامبا المشؤومة في الفترة ما بين 1922 و 1924، والتي قاتلت خلالها مجموعة من زعماء القبائل وغيرهم من المتعاطفين ضد الحكم البريطاني. أشار إليه السكان المحليون باسم «مانيام فيرودو» («بطل الأدغال»). بعد إقرار قانون غابات مدراس لعام 1882، منعت القيود المفروضة على حرية تنقل الشعوب القبلية في الغابة من الانخراط في نظامهم الزراعي التقليدي (القطع والحرق)، والذي يتضمن الزراعة المتنقلة. بدأ راجو حركة احتجاجية في المناطق الحدودية لوكالة جودافاري كجزء من رئاسة مدراس (ولاية أندرا براديش الحالية). مستوحاة من حماسة وطنية من الثوار في ولاية البنغال، داهم راجو مراكز الشرطة داخل وحول شينتابال، رامباشو دافارام، دامان بالي، كريشنا ديفي بيتا، راجا فومانغي وادا تيغالا، وقتها سرق راجو وأتباعه البنادق والذخيرة وقتلوا العديد من ضباط الجيش البريطاني، بما في ذلك سكوت كوارد بالقرب من دمانابالي واستمرت الحملة البريطانية لمدة عام تقريبًا اعتبارًا من ديسمبر 1922. وفي النهاية حاصر البريطانيون راجو في غابات تشينتابالي ثم تم ربطهم بشجرة وقتلوا برصاصة بندقية.
كما واعتبر نضال كلارل-بانغودي واحدا من نحو 39 ثورة ضد حكومة الهند. حيث أخطرت وزارة الداخلية في وقت لاحق عن 38 حركة / كفاح عبر الأراضي الهندية مثل تلك التي بلغت ذروتها في الحكم الذاتي الذي أنهى الحكم البريطاني.

## العملية النهائية لحركة الحكم الذاتي للهند
في عام 1937، أجريت انتخابات محلية ووصل الكونغرس إلى السلطة في سبع من المقاطعات الإحدى عشرة. كان هذا مؤشرا قويا على دعم الشعب الهندي للحكم الذاتي الكامل.
عندما بدأت الحرب العالمية الثانية، أعلن نائب الملك لينليثغو من جانب واحد الهند دولة محاربة إلى جانب بريطانيا، دون استشارة الممثلين الهنود المنتخبين. في معارضة لعمل لينليثجو، استقالت قيادة الكونغرس بأكملها من الحكومات الإقليمية والمحلية. على النقيض من ذلك، دعم المسلمون والسيخ بقوة المجهود الحربي واكتسبوا مكانة هائلة في لندن. في تحد للكونجرس، دعم ملايين الهنود المجهود الحربي، وبالفعل أصبح الجيش الهندي البريطاني أكبر قوة متطوعين، بلغ عددهم 2500000 رجل خلال الحرب.
خلال معركة بريطانيا في عام 1940 على وجه الخصوص، قاوم غاندي الدعوات إلى حركات العصيان المدني الضخمة التي جاءت من داخل حزبه ومن خارجه، مشيرًا إلى أنه لم يسعى إلى تحقيق الحكم الذاتي للهند من رماد بريطانيا المدمرة. في عام 1942، أطلق الكونجرس حركة Quit India. ووقعت بعض أعمال العنف، لكن الراج قمع واعتقل عشرات الآلاف من قادة الكونجرس، بما في ذلك جميع الشخصيات الوطنية والإقليمية الرئيسية. لم يتم الإفراج عنهم إلا بعد اقتراب نهاية الحرب عام 1945.

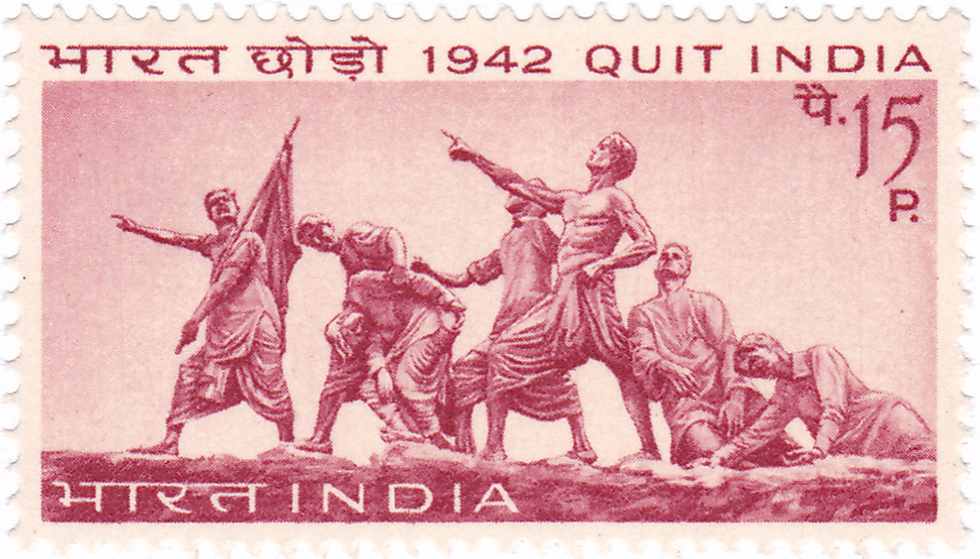
طابع أصدر عام 1967 في الهند يظهر حركة كويت انديا لعام 1942

تضمنت حركة الحكم الذاتي مؤامرة كاكوري (9 أغسطس 1925) بقيادة الشباب الهندي تحت قيادة بانديت رام براساد بيسميل والعقل المدبر من قبل راجندرا لاهيري. وحركة آزاد هند، التي كان بطلها الرئيسي نتاجي سوبهاس شاندرا بوس الذي كان زعيمًا سابقًا للكونجرس. منذ بدايتها الأولى في زمن الحرب، انضم بوس إلى دول المحور لمحاربة بريطانيا.

### فوج هند آزاد (الجيش الوطني الهندي)
عارض سوبهاس تشاندرا بوس دخول الهند في الحرب بشدة، الذي انتخب رئيسًا للكونغرس في عامي 1938 و 1939، لكنه استقال لاحقًا بسبب خلافات في الرأي مع غاندي. بعد الاستقالة التي شكلت جناحه الخاص فصلها عن التيار قيادة الكونغرس المعروفة باسم الكتلة إلى الأمام الذي كان مواضع التركيز لقادة المؤتمر السابق الذين يعتنقون آراء الاشتراكية، ومع ذلك فقد ظل مرتبطًا عاطفياً بالكونغرس لما تبقى من حياته.  أسس بوز بعد ذلك كتلة كل الهند للأمام. في عام 1940، وضعت السلطات البريطانية في كلكتا بوس قيد الإقامة الجبرية. ومع ذلك، فقد هرب وشق طريقه عبر أفغانستان إلى ألمانيا النازية لطلب مساعدة هتلر وموسوليني في حشد جيش لمحاربة البريطانيين. بعد الانخفاض الكبير في ثروات ألمانيا العسكرية، أصبح الغزو الألماني البري للهند غير مقبول. نصح هتلر بوس بالذهاب إلى اليابان حيث تم ترتيب غواصة لنقل بوس، الذي تم نقله إلى جنوب شرق آسيا اليابانية، حيث شكل حكومة آزاد هند. أعادت الحكومة الهندية الحرة المؤقتة في المنفى تنظيم الجيش الوطني الهندي المكون من أسرى حرب هنود ومتطوعين من المغتربين الهنود في جنوب شرق آسيا، بمساعدة اليابانيين. كان هدفها هو الوصول إلى الهند كقوة قتالية من شأنها أن تبني على الاستياء العام لإلهام التمرد بين الجنود الهنود في الراج.
كان من المقرر أن يرى التحالف الوطني الهندي إجراءات ضد الحلفاء، بما في ذلك الجيش الهندي البريطاني، في غابات أراكان، وبورما، وآسام، وفرض حصارًا على إمفال وكوهيما مع الجيش الياباني الخامس عشر. خلال الحرب، تم القبض على جزر اندامان ونيكوبار من قبل اليابانيين وسلمها للائتلاف الوطني الهندي.
فشل الجيش الوطني الهندي بسبب تعطل الخدمات اللوجستية، وسوء الإمدادات من اليابانيين، ونقص التدريب.  استسلم آزاد هند فوج دون قيد أو شرط للبريطانيين في سنغافورة في عام 1945. ووفقًا لإجماع آراء العلماء، حدثت وفاة سوبهاس شاندرا بوس من حروق من الدرجة الثالثة في 18 أغسطس 1945 بعد تحطم طائرته اليابانية المحملة فوق طاقتها في فورموزا التي كانت تحكمها اليابان (الآن تايوان).
بدأت المحاكمات ضد أعضاء التحالف الوطني الهندي في أواخر عام 1945، وشملت المحكمة العسكرية المشتركة سيئة السمعة لشخصيات بارزة شاه نواز خان، وبريم ساجال، وغورباكش سينغ ديلون.

## تأثير الحرب العالمية الثانية
كانت الحرب العالمية الثانية أحد أهم العوامل في تسريع استقلال الهند، واستقلال العديد من المستعمرات البريطانية وغير البريطانية. في الفترة من 1945 إلى 1965، أدى إنهاء الاستعمار إلى تحرر أكثر من ثلاثين دولة من قواها الاستعمارية.  وقد ساهمت عوامل عديدة في سقوط الإمبراطورية البريطانية.
عندما تواصلت بريطانيا مع الولايات المتحدة لطلب المساعدة في الحرب، عرضت الولايات المتحدة المساعدة بشرط إنهاء استعمار بريطانيا بعد الحرب العالمية الثانية، وتم تدوين هذه الاتفاقية في ميثاق الأطلسي. كان إنهاء استعمار بريطانيا (ما بعد الحرب) يعني أيضًا أن الولايات المتحدة والدول الأخرى يمكن أن يكون لديها إمكانية الوصول إلى الأسواق لبيع السلع التي كانت في السابق تحت الإمبراطورية البريطانية - والتي لم تكن متاحة لهم في ذلك الوقت  لتحقيق ذلك هذه التغييرات، وإنشاء الأمم المتحدة في أعقاب الحرب العالمية الثانية مقننة السيادة للدول، وتشجيع التجارة الحرة. كما أجبرت الحرب البريطانيين على التوصل إلى اتفاق مع القادة الهنود لمنحهم الاستقلال إذا ساعدوا في جهود الحرب لأن الهند لديها أحد أكبر الجيوش. أيضًا، بعد الحرب العالمية الثانية، كان من غير المقبول بالنسبة لبريطانيا جمع رأس المال بمفردها للحفاظ على مستعمراتها. كانوا بحاجة إلى الاعتماد على أمريكا وفعلوا ذلك من خلال خطة مارشال لإعادة بناء بلدهم.

## سيادة وتقسيم الهند

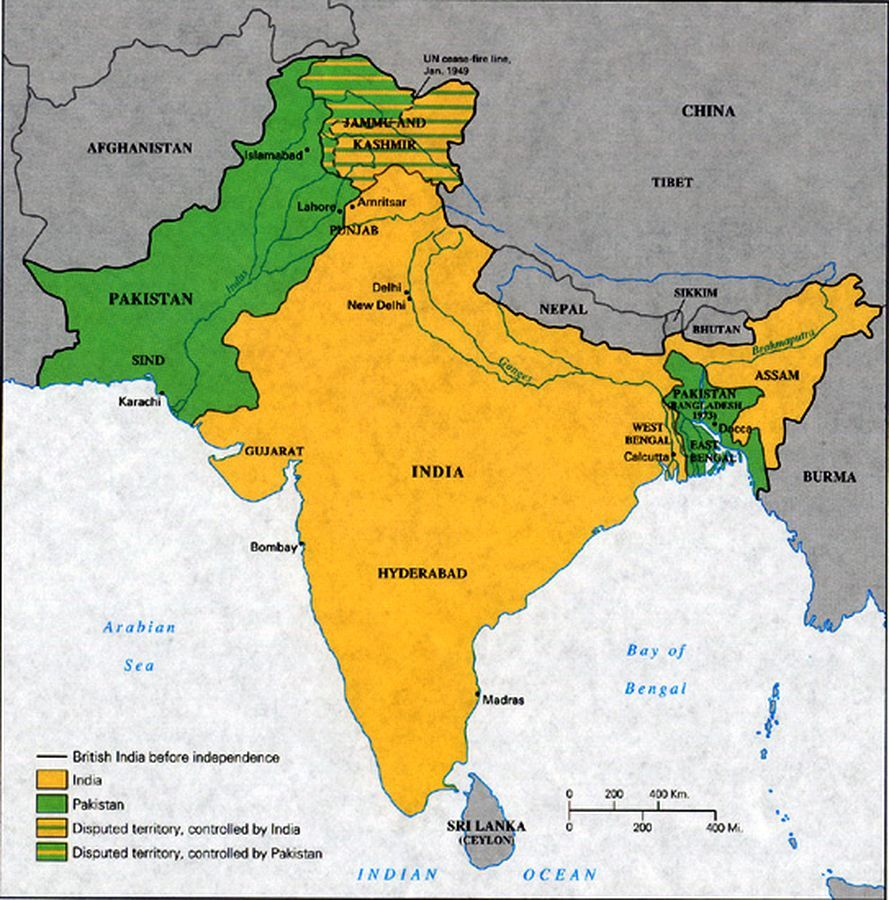
خريطة تظهر تقسيم شبه القارة الهندية عام 1947

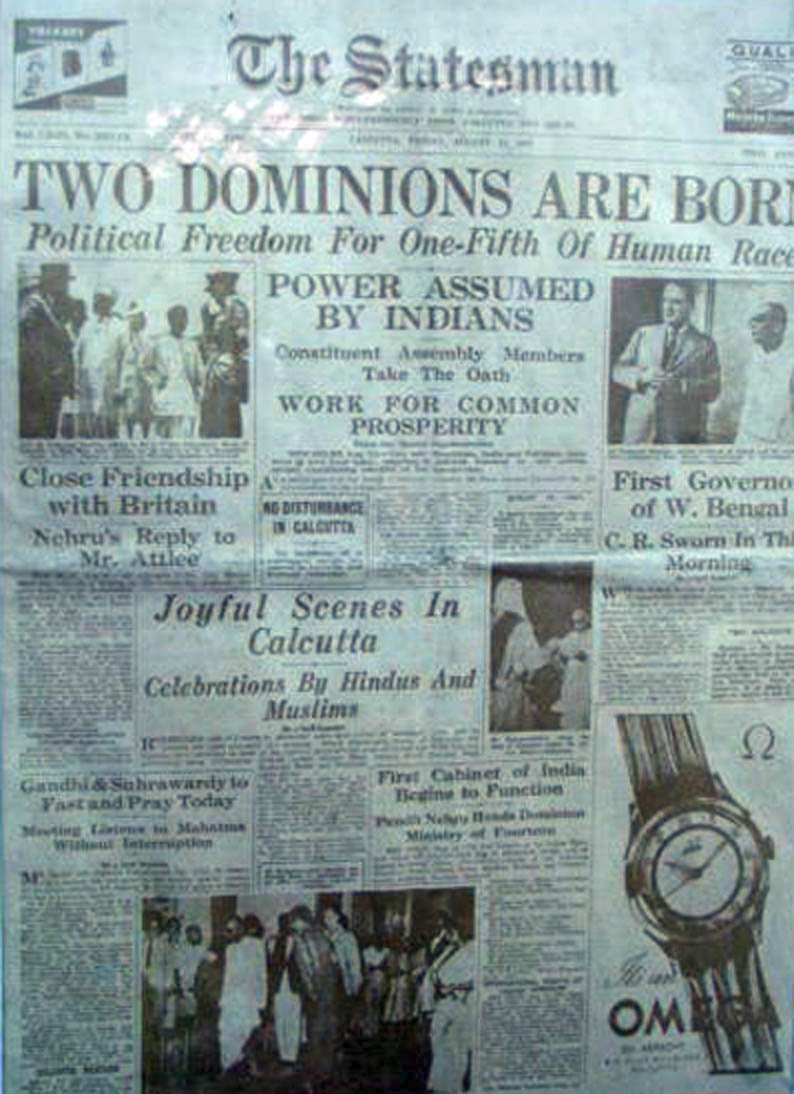
الصفحة الرئيسية لبريدة ذي ستيتمان لآب 1947 تظهر استقلال الهند و باكستان

في 3 يونيو 1947، أعلن الفيكونت لويس مونتباتن، آخر حاكم عام بريطاني للهند، تقسيم الهند البريطانية إلى الهند وباكستان. مع الإقرار السريع لقانون الاستقلال الهندي لعام 1947، في الساعة 11:57 يوم 14 أغسطس 1947، تم إعلان باكستان دولة منفصلة. ثم في الساعة 12:02 صباحًا، في 15 أغسطس 1947، أصبحت الهند دولة ديمقراطية وذات سيادة. في النهاية، أصبح 15 أغسطس يوم استقلال الهند إيذانا بنهاية الهند البريطانية. في 15 أغسطس أيضًا، كان لكل من باكستان والهند الحق في البقاء أو الانسحاب من الكومنولث البريطاني. لكن في عام 1949، اتخذت الهند قرارًا بالبقاء في الكومنولث.
وبعد اشتباكات بين الهندوس والسيخ والمسلمين. دعا رئيس الوزراء نهرو ونائب رئيس الوزراء سردار فالابهبهاي باتيل مونتباتن للاستمرار في منصب الحاكم العام للهند خلال الفترة الانتقالية. تم استبداله في يونيو 1948 من قبل شاكرافارتي رجا غوبالاشاري. تولى باتيل مسؤولية لجلب 565 دول أميرية في الاتحاد من الهند، وتوجيه الجهود التي تبذلها له «قبضة من حديد في قفاز مخملي» من خلال سياسته، التي تجسدت في استخدام القوة العسكرية لدمج جوناغاد وولاية حيدر آباد في الهند (عملية بولو). من ناحية أخرى، أبقى نهرو قضية كشمير بين يديه.
تم تكليف الجمعية التأسيسية، برئاسة المحامي البارز والمصلح وزعيم الداليت، ب. أمبيدكار بوضع دستور الهند الحرة. انتهت الجمعية التأسيسية من صياغة الدستور في 26 تشرين الثاني / نوفمبر 1949 ؛ في 26 يناير 1950، تم إعلان جمهورية الهند رسميًا. انتخبت الجمعية التأسيسية راجندرا براساد كان أول رئيس للهند، خلفًا للحاكم العام راجوبالاتشاري. في وقت لاحق، تنازل الفرنسيون عن شاندرناجور في عام 1951، وبونديشيري ومستعمراتها الهندية المتبقية بحلول عام 1954. غزت القوات الهندية وضمت جوا والجيوب الهندية الأخرى في البرتغال في عام 1961، وصوتت سيكيم للانضمام إلى الاتحاد الهندي في عام 1975 بعد انتصار الهند على الصين في ناتو لا وتشو لا.
بعد الحكم الذاتي في عام 1947، ظلت الهند في دول الكومنولث، وأصبحت العلاقات بين المملكة المتحدة والهند ودية منذ ذلك الحين. هناك العديد من المجالات التي يسعى فيها البلدان إلى علاقات أقوى من أجل المنفعة المتبادلة، وهناك أيضًا روابط ثقافية واجتماعية قوية بين البلدين. يبلغ عدد سكان المملكة المتحدة من أصل هندي أكثر من 1.6 مليون نسمة. في عام 2010، وصف رئيس الوزراء ديفيد كاميرون العلاقات الهندية البريطانية بأنها «علاقة خاصة جديدة».